# ビーストウォーズメタルス 超生命体トランスフォーマー
『ビーストウォーズメタルス 超生命体トランスフォーマー』（ビーストウォーズメタルス ちょうせいめいたいトランスフォーマー）は、アメリカ・カナダ製作のテレビアニメ作品。『ビーストウォーズ 超生命体トランスフォーマー』の続編。1999年（平成11年）10月から2000年（平成12年）3月までテレビ東京系列で放送。全26話。

## 概要
カナダのメインフレーム社で制作された「BEAST WARS: TRANSFORMERS」第2および第3シーズンの日本語吹き替え版でCG版シリーズの第2弾かつ日本版ビーストウォーズシリーズの第4弾に当たる。米国では1998年度デイタイム・エミー賞・アニメーション技能賞受賞。2014年11月20日、DHXメディア（現：ワイルドブレイン）が「BEAST WARS: TRANSFORMERS」シリーズの販売権を取得した。
日本では『ビーストウォーズ 超生命体トランスフォーマー』の続編でありながら、同作・本作品・『超生命体トランスフォーマー ビーストウォーズリターンズ』の後の時代に当たる『ビーストウォーズII 超生命体トランスフォーマー』と『ビーストウォーズネオ 超生命体トランスフォーマー』を挟んだ後に放送された。トランスフォーマーシリーズ第1作『戦え!超ロボット生命体トランスフォーマー』との物語的な接点が前作以上に強調されており、その設定が巧みに織り込まれている。米国ではシンジケーション番組として1997年から放送され、1998年から1999年まではカートゥーン ネットワークで放送された。日本語版ではポップ色の強い演出だった前作とは違い、児童層への配慮を強めた演出が目立っており、前作の決めゼリフだった「ストップ・ザ・ウォー!」は最終回と劇場版第2作目のみの使用となった。

## あらすじ
前作の最終回で爆発したエイリアン・マシンからクォンタムサージというエネルギー波が発生し、それを浴びたビースト戦士はトランスメタルスへと進化し、殉職したコンボイもスパークを新たなボディに移し替えられたことで復活を果たした。
戦いの最中、惑星エネルゴアは太古の地球であったことが判明。メガトロンの真の目的は歴史の改変であった。
先祖たちの眠る太古の地球を舞台としたサイバトロンとデストロンのビーストウォーズはより加速していく。

## 内容
アドリブ・リミックス
明るいストーリーが多かった前作と比較し、「裏切り」や「陰謀」「キャラクターの死」といった重いストーリーが主軸に置かれたのに相反して、日本語版では前作に増して声優陣によるギャグやアドリブ、パロディめいたセリフが連発し、ギャグ要素がパワーアップしている。また、劇場版用として2エピソードを消費したため、日本オリジナルとしてこれまで放送された映像をつなぎ合わせてセリフを入れ直し、独自のストーリーを作り上げたリミックスが第14話「バナナはどこ?」と第26話「バナナをわすれた!」の2話作成された。特に「バナナをわすれた!」では、最終的には他作品や各声優の持ちネタを含んだモノマネ対決が繰り広げられることとなった。序盤ではダイノボットが「この時間（『ビーストウォーズメタルス』が放送されていた時間）てえのはなぁ、子供たちは幼稚園や学校から帰ってきてホッと一息ついてる、お母さんは家事の合間にホッと一息ついてる、お父さんは仕事から帰ってきてホッと一息ついてる時間だ…。そんな時に小難しい話やって誰が喜ぶ⁉︎俺たちがやらなきゃいけねえのは、体を張って笑いをとることだ!そして皆さんの疲れた心を癒す!」という、日本語版の趣旨とも取れる旨の発言もしている。ラストは敵味方全てのキャラクターが視聴者に対し別れの挨拶をしており、敵首領のメガトロンですら「悲しい時は俺様を思い出して笑ってくれ」とまでコメントしているほどである。また最終回放送直後、「今私が見ていたのは何だったんですか?」といった疑問の電話が殺到した。
コンボイ役の子安武人は主人公であることからコメディ気味の演技が制限されていたが、「リミックス」ではバナナのことで言い争う、出番の少なさを気にかける、主役であることを露骨にアピールする、逆ギレするなど、暴走気味の言動が目立った。また、ED後のスポンサー提供画面ではバカップルぶりを見せつけるシルバーボルトとブラックウィドーに対してはなぜか先生になって説教を始めるなど、凄まじい暴走を見せていた。
放送前のジャンクション（「この後すぐ!」のような5秒間のCM）や次回予告でもやりたい放題のギャグ合戦となっていた（「バナナをわすれた!」中、放送された5秒CMの傑作選が放送され、DVD-BOXには全ての5秒CMが映像特典として収録されている）。ジャンクションは主として自局（テレビ東京）の他番組のパロディが多かったが、稀に他局の番組ネタを使うこともあった。
本放送時のオープニングでは画面下に「テレビを見るときは部屋を明るくして離れて見てね」という趣旨のテロップが表記されるが、その回のトークを担当したキャラクター毎に字体や語尾などが異なっていた。
次回予告も前作からエスカレートし、あらすじがまともに紹介されず、担当キャラ自身の紹介や愚痴に終始しており、「ビーストウォーズメタルスなのに普通に予告しちゃった」や「真面目に予告したらビーストじゃない」と公言するまでにギャグ路線であることを強調していた。
没エピソード「Dark Glass」
海外において、脚本が完成しながら製作されなかった没エピソード。
本作品の劇場版において、ダイノボットが自分の身体からコードを伸ばし、何かをしている描写は劇中では明かされなかったが、その時の行動はダイノボットが自身のパーソナリティーをディスクに複製する作業だった。後に水没したアクサロンからラットルが回収したパーツ類にディスクがあり、ラットルはメタルスダイノボットにディスクをダウンロードすることで本来のダイノボットを甦らせようとする。コンボイたちは「クローンに明確な意思がある以上、オリジナルの人格が戻る確率は低く、その場合、クローンにオリジナルの情報を与えてしまうことになる」と反対するがラットルは独断で決行。メタルスダイノボットにオリジナルダイノボットの意思が蘇るが2人のダイノボットの人格の戦いの末、クローンの意思が残った。この後、ラットルはディスクを海に破棄する。
これらの出来事が最終話（日本語版では第25話）でメタルスダイノボットがオリジナルの影響を受けることになるのだが子供向けにしては余りに暗く救いが無い内容であるという理由で没になり、代わりにコメディ要素の強い第21話「びりびりー! しびればびれぶー」（原語題：Go with the Flow）が製作された。
この脚本の内容は、『ビーストウォーズユニバース』（ISBN 4-7897-1484-5）に紹介されている。

## 登場キャラクター
日本漫画版は別記。前作から登場したキャラクターの全長・重量は前作の記事を参照のこと。
なお各キャラクターが劇中で「メタルス◯◯」と呼称されたことはなく、アイキャッチやEDでのテロップにも「メタルス」の文字はない。
「メタルス」という呼称は主に玩具やゲーム、雑誌、キャラクターブックなどでトランスメタル化する前と区別するために使われた。なおトランスメタル化する前の状態（玩具）がなく、区別する必要がないキャラクターにも「メタルス」が使われていることから正確にはトランスメタル化したキャラクター全員に共通して付けられたものである。

### サイバトロン / Maximals
総司令官 メタルスコンボイ / Optimus Primal（メカゴリラ）
声 - 子安武人 / ゲイリー・チョーク
コンボイがメタルス化した姿。第3話から登場。
前作の最終話で殉職しながらもトランスワープスペースに赴いたライノックスの手で現世に戻されたスパークがクォンタムサージを浴びたブランクプロトフォームと合体したことでトランスメタルとして復活を果たした。
ビークルモードは足をジェットホバーボードとした飛行形態。ライノックスを乗せた状態で飛行したこともある。
背中に装備している二本一組の棍棒サイバー・メイスは背部の装甲と共に変形させることで二門式のビーム・ガトリングガンとなる。右足に装備した銃のマイクロ・キャノンはビークルモード時は右足に装備され、ブースターを形成。
正義と平和を強く愛する真面目な性格に変わりはないがギャグやツッコミは磨きがかかっており、仲間たち（特にラットルとチータス）からは時折、「ムチャゴリラ」と呼ばれることもある。自室のデスクにはゴリラの置物が置かれている。
好物のバナナのことになると我を忘れる傾向があり、第14話では前作の最終話での「冷蔵庫のバナナ」がなくなっていたことから仲間たちにバナナを探させ、それにより不信感を買い、デストロンの妨害工作もあって、チーム崩壊の危機に晒されるが、仲間たちを救い、バナナの件も謝罪したことで和解した。
- 漫画版では本編開始前にメガトロンの罠で戦死し、残骸のビーストモードが最初のページを飾った。デストロンの手でスパークのないゾンビとして復活させられるがサイバトロンの仲間たちの手でスパークが戻ったことにより、メタルス化して復活を果たす。
- メガトロン戦では連続キックの猩猩剛連脚（しょうじょうごうれんきゃく）、ゾンビ軍団戦では肘打ちの剛雷肘突（ごうらいちゅうとつ）、膝蹴りの猩猩昇膝（しょうじょうしょうしつ）、連続パンチの猩猩剛連撃（しょうじょうごうれんげき）を使用。ジャガー戦ではロボットモード時の背中の装甲を防弾チョッキ代わりとした。ビークルモードは上半身をロボットモードにしたままの状態で使用するがランページ戦でロボットモードの頭部を失った際は通常のビークルモードを使用。
- 復活直後のメガトロン戦を皮切りにランページ、ジャガーといった猛者たちを打ち破り、ゾンビとして復活したテラザウラー、タランス、クイックストライクや兵士ドローンたちの殺された恨みの言葉さえも跳ね除けて、「貴様らを抹殺することで受ける悪業なら喜んで受ける。悪業を背負って悪を断つ」と自らの正義を叫び、ゾンビ軍団を倒していった。なお、ビースト戦士時代にバナナの食べすぎで腹を壊したこともあったという。

最高司令官 メタルスパワードコンボイ / Optimal Optimus（メカゴリラ）
メタルスコンボイが進化した姿。第13話から登場。
メガトロンの攻撃で重傷を負った初代コンボイを救うべく、彼のスパークを自らのスパークと合体させたことで進化し、先祖たちを思わせる機械的な容姿と巨体になり、ビーストモード、ロボットモード、ジェットモード、タンクモードの4段変形を行う。
武器は胸部の左右に装備されているプラズマ・キャノン（『コンボイ大変身』ではダブルキャノン）、刃にもなる肩部の羽サイバーウィング、肩や腕部に取りつけたり、盾としても使用できるリアクティブアーマー。ビーストモード時は瞳を変化させることで強力なアイセンサーマルチアイとなる。玩具では手持ちのライフル銃も装備。
パワードコンボイの姿は気に入っているようだが身体が大きくなったため、狭いところや再生カプセルには入れず、自力で自身の体を直していた。
ファイナルリミックス（最終話）である第26話では地球にバナナを忘れてきたことを思い出して地球に帰還。伝説のバナナの種を手に入れるためにビーストウォーズを再開させてしまった。
- 漫画版では最終話である第6話のみ登場。メガトロンの攻撃でチータスが手放してしまった初代コンボイのスパークを追って、マグマに飛び込み、初代コンボイのスパークを口から取り込んでパワードコンボイに進化。ビーストモードの姿のままでドラゴンメガトロンとの一騎討ちを繰り広げて、両腕を失いながらも、蹴りでドラゴンメガトロンのスパークを抉り取って、そのまま破壊した。エピローグでは戦いの疲れを癒す間もなく、惑星ガイアにおいて、アンゴルモアエネルギーで暴走したライオコンボイを救うべく、旅立った。

陸上防衛戦士 ライノックス / Rhinox（サイ）
声 - 中村大樹 / リチャード・ニューマン
前作の最終話である第26話における負傷により、再生ポッドに入っていたため、メタルス化できず、そのことを残念がっており、劇中では何度か「メタルスになりたかった」とぼやいていた。
トランスワープスペースに赴いて、コンボイのスパークを回収し、彼を復活させる。
以前同様、基地の修理や防衛任務に尽力、縁の下の力持ち的存在としてサイバトロンを支え続け、地味な役回りが多いことをネタにされたこともある。しかし、一度戦闘に立てば、インフェルノやワスピーター相手にも善戦し、最終決戦ではシャトルでネメシスのブリッジに特攻を行い、ネメシスを破壊した。
ファイナルリミックスでのモノマネ大会ではジャムおじさんのモノマネを披露したが、お仕置きを受けた。
アイキャッチの変身VTRには前作の映像が使われた。
玩具とプレイステーション版ソフトのデモムービー、漫画版ではメタルス版が登場（デモムービーによれば「出られたのはいいが、変な感じ」）。また、玩具版のカードには「コンボイのスパークを集めた時にメタルス化した」と記載されている。武器はビーストモードの角が変形した短剣クラッシュソード。ビークルモードは戦車のように脚がクローラーに変形。
- 漫画版では先述の通り、メタルス状態で登場し、ビーストモードのみだがビースト戦士時代の姿も描かれた。アニメ本編同様にトランスワープスペースに赴いてコンボイのスパークを回収するが、こちらでは戦い疲れたコンボイを一喝するために何度も殴るという熱さを見せた。コンボイ復活後はモアイ型の新しい基地を作り上げる。

密林巡査員 メタルスチータス / Cheetor（メカチーター）
声 - 高木渉 / イアン・ジェームズ・コーレット
チータスがトランスメタルス化した姿。
ビークルモードは腹部から出現する左右のブースターを用いたジェット（飛行形態）。持ち前のスピードを空でも活かせるようになったが飛ぶには助走がいるのが難点、飛行時には「○○（「行くぞ」や「空飛ぶ」）チータス、ジェットの限り」と発言することが多い。
仲間になった後のブラックウィドーに密かに想いを寄せるようになる（自室にはコンボイと自分との写真の他に、彼女の写真も飾られている）。
武器はビーストモードの頭部にあたる両腕を合わせて、チーターの口の部分からビームを撃ち出すアームショット、ビーストモードの尻尾が変形した鞭ハードホイップ。以前と同じく、銃を発射する際には「撃つべし」と叫ぶがアームショットを使用するようになってからは「両手で撃つべし」と叫ぶようにもなった。第17話ではライフルを使用するがコンボイに誤射してしまう。
日本版においては神経質さが影を潜め、終始お気楽で明朗な子供のキャラクターとして演じられているがプロトフォームのことを「未完成の命」と臆面なく言ってのけるなどの「子供」特有のドライな一面も持ち合わせている。
- 漫画版では第1話と最終話である第6話のみの登場。最終話ではロボットモードの姿が少年として描かれた。ドラゴンメガトロンに潰されそうになった初代コンボイのスパークを持ち前のスピードで助け出す。

機械化密林巡査員 メタルスチータス2 / Cheetor（メカチーター）
チータスがトランスメタルドライバーにより進化した姿。第17話から登場。
メタルスダイノボットを生み出したトランスメタルドライバーに偶然触れてしまったことで進化。急激かつ不安定な進化であったため、当初はメタルスとメタルス2との間で変化を繰り返していたがコンボイに手を差し伸べられたことで平静を取り戻す。
武器は背中のロケットブースターが変形した銃火器ファイナルショット。ビーストモードにおいては背中のロケットの推進力を加えることでさらなるスピードを発揮する。以前同様に飛行も可能。
ファイナルリミックスでのモノマネ大会では『名探偵コナン』の小嶋元太、『GTO』の鬼塚英吉（両者共、チータス役の高木が演じていたキャラクター）を披露するも反則扱いでお仕置きを受けたが、最後に豊臣秀吉の似ているのかどうかわからないモノマネで勝利を収める。
漫画版では未登場。
諜報員 メタルスラットル / Rattrap（メカネズミ）
声 - 山口勝平 / スコット・マクニール
ラットルがメタルス化した姿。
ビークルモードは足部が車輪になり、四輪車に変形しての高速長距離移動が可能になった。背中に仲間を乗せることもある（ただし、乗り心地は悪く、ダイノボットは毎度のように尻の痛みに耐えていた）
武器は尻尾が変形した鞭のような剣ラットサーベル。車輪カバーが変形した盾ラウンド・シールド。ビースト戦士時代に使用していたラットビームガンは強化版のラットビームガン・ネオになった。
基地をアークに移してからは基地防衛や水中に沈んだアクサロンからの基地防衛システムの回収作業などといった裏方に回ることが多くなった。
凸凹コンビの相方であるダイノボットが戦死した際には彼が息を引き取るまで手を握りながら友情を確認。天に向かっていくスパークに真っ先に敬礼を送り、亡骸も自身の手で弔った。敵として蘇ったダイノボットとの関わりは描かれなかったが彼が最後の最後で自分たちを救ってくれたことに対し、驚愕しながらも感謝した。
仲間になったブラックウィドーに対してはダイノボットの時と同じく辛辣な言葉をよくかけていたがブラックウィドーが手術の失敗で一度死亡した際には悲観に駆られ、メタルス化して復活した後は仲間と認めるようになった。
日米版ともコメディパートを担うことが多く、山口のアドリブも非常に多い。原語版では旧シリーズ『トランスフォーマー2010』に登場したアーシーを指し"Aunt Arcee"=アーシー叔母さんと呼ぶシーンが存在（国内版でも「親戚のおばちゃん」と呼称、本当に親戚関係にあるのかどうかは明確には語られておらず、かつてアーシー役を務めたスーザン・ブルーが原語版の音響監督だったための楽屋ネタ）。密かに同じ「電気ネズミ」である『ポケットモンスター』のピカチュウをライバル視している（これはOLMでアニメーション制作に関わっていた『パックワールド』も同様）。
日本語版では、リカちゃん人形のコレクターらしく、置ききれなくなった人形をコンボイの部屋にコッソリ置いたため、戻ってきたコンボイに叱られた（第3話）。
玩具はアニメと違い背部が逆転しており、足を伸ばした姿勢で走れるようなギミックがある。
ファイナルリミックスでのモノマネ大会では『名探偵コナン』の工藤新一（ラットル役の山口が演じているキャラクター）をモノマネしようとしたところ、披露する前にお仕置きされ、未遂に終わった。
先行登場した劇場版第1作目ではオープニングでの解説のみの登場。
- 漫画版ではビーストモードがデフォルメされており、ビースト戦士時代のビーストモードも描かれた。コンボイ復活作戦においては現世に戻ってきたコンボイのスパークの照射を担当。ダイノボットとのコンビは描かれなかったもののダイノボットから通信が入った際には真っ先にコンボイに報告した。

特殊戦闘員 ダイノボット / Dinobot（ヴェロキラプトル）
声 - 藤原啓治 / スコット・マクニール
ライノックスと同じ理由でメタルス化できなかった。武器も変わっていないが、第2話と第3話ではライフル銃、第8話では拳銃と即席の石斧を使用した。
月が1つになったことからエネルゴアが地球であることに気付き、デストロン基地から2枚のゴールデンディスク（ボイジャー探査船にあったゴールデンディスクとエイリアンのディスク）を強奪し、ディスクの力を理解しているメガトロンが勝つと考え、デストロンに再加入しようとした。その証として、ゴールデンディスクをメガトロンに返却するが、メガトロンの見ている前でラットルを葬るという最終試験に対し、ラットルとの友情を捨てることができず、メガトロンに対しては、邪な考えでは勝てる勝負も勝てないと忠告する。サイバトロンにもデストロンにも行き場をなくしたと思われたが、凸凹コンビの相方のラットルや同じ元デストロンのシルバーボルトの弁護もあり、コンボイの許しを経て、サイバトロンに復帰することができた。
ディスクをメガトロンに渡してしまったことから、間もなく起こるであろう事態を予感したダイノボットはラットルとのケンカを経て、ケジメをつける決意を固める。そして、第8話でデストロンが人類誕生の地である谷を襲撃し始め、援軍を待っていては間に合わないことを悟ったダイノボットは、たった1人の戦いを展開。直前に受けたタランスの毒と孤軍奮闘による疲労に苦しみ、生命維持コンピュータから警告を受けながらも戦うのをやめず、デストロンを蹴散らしていき、メガトロンから奪還したゴールデンディスクを残された最後の力で放ったダイノビームで破壊することに成功。仲間たちに看取られ、ラットルとの友情を確認した後、安らかに息を引き取る。スパークは天へと昇り、亡骸も手厚く弔われ、ダイノボットに助けられた一匹の猿はダイノボットがメガトロンとの戦いで作り上げた石斧を手にしたことで人類への進化を果たす。
前作と比較するとコミカルな一面が前面に押し出されており、ギャグの度合いは前作を上回っている。リミックス版では声優の藤原が担当していた『クレヨンしんちゃん』の野原ひろしのネタもやっている。
前番組である『ビーストウォーズネオ』のファンだったらしく、本作品の日本版の新番組予告では『ネオ』が終わってしまったことに悔しがっていた。
海外ではハッピーミールのオマケとしてトランスメタルスダイノボットが配布された。ビークルモードはない。
- 漫画版では第1話ラストにおいてビーストモードの姿で登場。本編開始前の戦いで消息不明となっていたが、原始人たちに助けられた後、彼らに道具の作り方などを教えて静かに暮しており、永住を決め込んだ。だが、ジャガーの襲来に立ち向かおうとして逆に返り討ちにあって死亡する。一歩遅く駆けつけたコンボイは、胴体と分断された彼の首を抱きかかえ、涙を流し、怒りと共にジャガーを地獄へ送ることを宣言し、それを果たした。なお、ビーストモード時は顔に傷ができており、ロボットモード時は顔に包帯を巻いていた。

極地偵察員 タイガトロン / Tigatron（ホワイトタイガー）
声 - 遠近孝一 / ブルー・マンクマ
彼を初めとしたエネルゴア生まれのビースト戦士たちはヴォック・ビーストの改変遺伝子情報を体内に宿しているため、クォンタムサージを浴びてもメタルス化しなかった。
地表に墜落したポッド探索のためにエアラザーと共に旅に出る。旅の最中、エアラザーと共にエイリアン・ヴォックに捕らえられ、宇宙の果てに連れ去られた後、タイガーファルコンとされた。
劇中未登場のメタルスタイガトロン（メタルスジャガーの色違い）がBOTCONで限定発売もされた。
- 漫画版では銃ではなく虎鉄（アイアンタイガー）という日本刀を使う剣士で虎柄のマントも着用。恋人のエアラザーのことは「エアラザー殿」と呼んでいる。登場当初は記憶喪失ながらも剣の腕前とエアラザーの名前だけは覚えていた。タランスに洗脳され、エアラザーと戦う羽目になってしまうがエアラザーの命と引き換えに正気に戻った。操られていたとはいえ自身がエアラザーの命を奪ってしまったことから愛刀で自決を試みるも死ぬことはできず、せめてもの罪滅ぼしとして、コンボイの代わりにゾンビ軍団の相手を引き受ける。ゾンビエアラザー出現時は抵抗をやめて、エアラザーに斬られることを望むがエアラザーのスパークは自身の中にあることに気付き、それにより、タイガーファルコンへの転生を果たした。なお、漫画版では救命ポッドのプロトフォームには触れられておらず、エネルゴア生まれなのかは不明になっている。

空中偵察員 エアラザー / Airazor（ハヤブサ）
声 - 岩永哲哉 / ホーライン・ニューストーン
地球生まれゆえにメタルス化せず。
タイガトロンと同行し、同様にエイリアンに誘拐され、タイガーファルコンとなる。
海外では女性のため、両腕でタイガトロンに絡みついて寄り添うシーンなどがあるが、日本版では男性のため「僕前からタイちゃんのこと……」などのセリフで、冗談とも本気ともつかない怪しい関係を思わせるシーンとなってしまった。
『テレビマガジン』にて「なぜ男同士でイチャイチャしているのか」という読者の質問に対し「男同士でも相手を好きになることがある。長い戦いの中で友情が好きという気持ちに変わっていったのだろう」という旨の、同性愛を肯定するかのような回答があった。「女の戦士」と紹介されたこともある。
玩具版とNINTENDO 64版ソフトと漫画版ではメタルス版が登場。武器は両腕の鳥の爪が変形したトンファーラザークロー。翼の一部を鎧のメタルカバーとしてのディフェンスモードも有する。ビークルモードは水上ジェット機。
- 漫画版では第1話から登場し、メタルス化している。今木商事の意向により、ロボットモード時は顔が擬人化されていて、黒髪の美少女となっている。恋人のタイガトロンのことは「タイガトロン様」と呼んでいる。タランスとの精神世界での戦いではジェット噴射で前方に旋回・上昇時に翼を刃として切り裂く、猛禽旋空斬（もうきんせんくうざん）を使用。コンボイ復活作戦においては照射されたスパークをデストロンの手で再生されたゾンビのほうに誘導した。ダイノボットからタイガトロンのいる場所を知らされ、会うために飛び立つがタランスのせいで戦うことになってしまう。タイガトロンを正気に戻すべく、彼の精神世界に自らのスパークの半分を向かわせ、タランスの罠で心身ともに負傷しながらもタイガトロンを正気に戻すことに成功するが、それと引き換えに自身は死亡してしまう。最終決戦ではエアラザーもゾンビ軍団の1人として復活させられ、タイガトロンの前に立ちはだかるがエアラザーのスパークは既にタイガトロンの中にあったため、スパークのないゾンビエアラザーはタイガーファルコン誕生時の光により消滅した。

追跡員 シルバーボルト / Silverbolt
声 - 岩田光央 / スコット・マクニール
クイックストライクと共に誕生したフューザー戦士。第2話から登場。
ビーストモード時はオオカミの身体にワシの翼と足を持つ。
礼儀正しく正義感の強い性格。純粋でもあるが、それゆえに警戒心が低いところがある。
武器は翼に収納されている二本一組のボルトサーベルでフェザー・ミサイルにもなる。スクリプト段階（『ビーストウォーズユニバース』より）では、胸にガトリングを仕込む予定だった。
誕生した直後はメガトロンに騙され、デストロンに入るが、あくどいやり方に馴染めず、サイバトロンに捕えられたところへ進化したコンボイの姿を目の当たりにし、彼を助けてサイバトロンに転向。また、戦いの中で出会ったブラックウィドーに一目惚れし、彼女を説得（求愛）し続けて、最終的にサイバトロンに引き込んだ。その後の彼女との相思相愛ぶりは、主にコンボイ突っ込みによるギャグの1つとなっている。しかし、一度ブラックウィドーが死亡した際には、その元凶となったタランスを残虐な方法で葬ろうとしたほどの怒りを見せ、その場で奇襲をかけたランページにすら蔑まれた。
一人称は「僕」だが、日本語版初登場回の劇場版第1作目およびテレビアニメ初登場時、ゲーム作品では「わたくし」となっている。セリフと共にファンファーレが鳴り響くという描写が、他者とのギャップを持つ彼の生真面目な性格を軽妙に表現している。吹替版では語尾が「〜デス!（攻撃中は「デス!デス!デス!……」と連呼）」となり、エセ外国人ふうの口調が特徴。日本語版では「パタパタ犬」と呼ばれることもある（主にラットルから）。基本的に人を「さん」付けで呼んでいるがたまに呼び捨てにしている。
- 漫画版では第1話のラストシーンにビーストモードの姿で登場し、最終話である第6話のエピローグにおいて大怪我を負っていたブラックウィドーを助け、恋仲になって帰ってきたところをラットルに突っ込まれるというだけの僅か2回のみの出番であった。

諜報工作員 ブラックウィドー / Blackarachnia（セアカゴケグモ）
声 - 柚木涼香 / ヴィーナス・ターゾ
地球生まれゆえにメタルス化せず。
前作最終話である第26話でタランスが仕掛けたサイバーリンクにより、タランスに遠隔操作され、メガトロンが留守の間にゴールデンディスクのバックアップ探しもさせられるが、タランスが戦闘で一時的に行動不能になっている隙を突いて、ゴールデンディスクのバックアップを自らにダウンロードした後、「バックアップには罠が仕掛けられていたので壊れてしまった」と嘘を付いて、バックアップを破壊した。その後、サイバーリンクを逆手に取ったエネルゴンダメージ共有でタランスを参らせ、リンクを切らせることにも成功する。
シルバーボルトに想いを寄せられるようになり、そのことで彼を利用しつつも半分は満更でもなかった。
メガトロンが初代コンボイを暗殺して、サイバトロンの存在自体を消し去る歴史改変を実行したことから、サイバトロンのプロトフォームから誕生した自身も消えそうになり、初代コンボイの修復に手を貸す。この一件でデストロンを離反し、サイバトロンの一員となるが、本人はあくまで『一人のデストロン』として参加している。悪女的性格は変わらなかったが、シルバーボルトや猿人の子供と接する中、少しずつ丸くなっていった。
海外ではハッピーミールのオマケとしてトランスメタルスブラックアラクニアが配布された。ビークルモードはない。
- 漫画版ではメタルス化せず、最後までデストロンに所属していたが、最終回でメガトロンに撃たれ大怪我を追っていたところをシルバーボルトに助けられ、それをきっかけに彼に好意を抱いた様子。悪女よりも姉御肌と思わせる描写が多く、タイガトロンを洗脳して、エアラザーを倒そうとするタランスの作戦に「恋人同士を戦わせるなんてデストロンでもやっちゃいけないこと」と言って、首をへし折り、エアラザーを助けたこともある。

妨害工作員メタルスブラックウィドー / Blackarachnia（メカグモ）
ブラックウィドーがトランスメタルドライバーの力で進化した姿。第21話から登場。
デプスチャージの捨てたトランスメタルドライバーを回収し、それを用いて、進化しようとするもタランスが施したシェルプログラムのせいでメタルス2への進化に失敗した上、シェルプログラムを手術しなければ死んでしまう身になってしまった。デストロンの妨害で手術失敗して命を落とすが、メタルス2への進化を試みた際にヴォックの因子を浴びていたことから、彼女の近くに置かれていたトランスメタルドライバーが反応して、メタルス2に進化・復活し、本来のサイバトロン戦士にも戻る。原語版ではメタルス化して、初めて「マクシマイズ」のコードで変身するようになった。ただし、相変わらず「悪女」を自称している。
武器は蜘蛛の頭部が変形した銃。超能力（ハンドパワーと呼称）も使用できる。両腕にカッターも装備し、ビーストモードの口から吐く糸で敵をからめとる。放送当時の玩具パッケージにおいて、得意技のキックは、スピンキックと表記された。肩アーマーを前面に展開するディフェンスモードも有するが劇中未使用。初陣ではランページを1人で倒している。
リミックス版や次回予告ではシルバーボルトとの凄まじいバカップルぶりを見せつけ、その度にコンボイに冷ややかなツッコミを入れられている。また、ファイナルリミックスでのモノマネ大会ではピカチュウや薬師丸ひろ子などの完成度の高いモノマネを見せ、一度もお仕置きを受けなかった。
メタルス2の玩具では胸部に劇中では付けていない装甲が追加されているが、ネジ止めされた装甲を剥がすことでCGモデルを再現できる。また、サイバトロン、デストロンのエンブレムチェンジギミックが備わっている。
漫画版では未登場。
海上司令官 デプスチャージ / Depth Charge（メカオニイトマキエイ）
声 - 梁田清之 / デビッド・ゾボロフ
サイバトロンの植民惑星オミクロン（通称「コロニーO」）の元警備隊長。第15話から登場。
コンボイとライノックスとは旧知の間柄であり、頑固な性格で融通が利かないところがあるがサイバトロンの自覚は備えている。一人称は「我輩」（先行登場した劇場版では「わし」）。
かつて、プロトフォームXに仲間たちを殺されたことから血眼になって、Xを捜索した末に捕獲。上層部にXの死刑を望むが聞き入れられなかった。その後、コンボイ部隊の行方をスターホッパー号で追っている最中、宇宙で空間の歪みに巻き込まれて、エネルゴアにタイムスリップすると共にクォンタムサージを浴びたことでトランスメタル化。宇宙船のコントロールを失って、水没した際、宇宙船のスキャン装置でオニイトマキエイの姿を得る。
ビークルモードはスターホッパーを模した飛行形態、アサルトファイター。
武器は胸から放つ円盤弾ディスクランチャー（マルチ・グレネードランチャーとも）、偵察メカのこばんざめたろう（日本版での名称）にもなる銃ハイドロ・キャノン（コバン・ランチャーとも）。尾が変形した剣テイルサーベル。ビーストモードのヒレはウィング・シールドという防具にもなる。
日本版での口癖は「エ〜イ」しきりに「い〜と〜まきまき」と何度も歌を口ずさむが、歌詞の続きが思い出せず無理矢理「エ〜イ」で終わらせる。寄って来た蝶に「あ、蝶々」と言いながら戯れるという一面も見せた。
当初はランページ抹殺しか頭になく、ランページを開放してしまったコンボイに根強い不信感を持っており常に反発していた。そのあまりアクサロンのサイバーガードシステムの引き下げ作業中のラットルの加勢を拒否していた。コンボイの再三の説得で渋々引き受けるも、それが返ってシステムをデストロンに奪われる結果となってしまい、それ以降は責任を取るために渋々共闘する。ただし、反抗的な態度と憎まれ口は相変わらずで行動もほとんど単独。メタルスチータス2の件を隠していた際、コンボイから「お前のメインプロセッサを引きずり出して、直接聞くことになるぞ」と脅されたこともあった。
第24話でメガトロンがネメシスに向かった際は、コンボイの命令を素直に聞き入れ、ネメシス破壊を優先・出撃する。その途中でネメシスを守っていたランページに遭遇し、海中戦を展開し、海底のエネルゴン・クリスタルを剣代わりに使った攻撃でランページのスパークを破壊するも共に爆砕する。浮かび上がった残骸はコンボイとタイガーファルコンに発見された。日本語版では遺言として続きの歌詞「ひい〜てひい〜てとんとんとん」を思い出し、満足げに海の底へと沈んでいった。
ファイナルリミックスでは「歌うのに飽きた」とあっさり復活し、続きの歌詞を含めてしっかりと1フレーズ分歌っていた。モノマネ大会ではジャイアンのモノマネをする。
漫画版では未登場。
調停特使 タイガーファルコン / Tigerhawk（ホワイトタイガー＋ハヤブサ）
声 - 遠近孝一 / ブルー・マンクマ
タイガトロンとエアラザーが合体した姿。第23話から登場。
武器は翼が変形した二本一組のミサイルランチャー・ダブルサンダートルピードでロボットモード時は手持ち武器としても使用可能。武器以外では竜巻や雷といった自然の力を自由に操ることもできる。アニメでは未登場だがフライトモードという飛行能力重視の形態もあり、その際は顔に青い隼型マスクを装備する。
実体を持たないヴォックが地球に赴くための依代として作られて、誕生後にヴォックが憑依して、地球に地球に襲来。サイバトロンにもデストロンにも攻撃を仕掛ける。ヴォックがタランスを葬るために抜け出したことで、意思が失われたが、ヴォックを追いかけてきたタイガトロンとエアラザーのスパークが宿ったことで、サイバトロン戦士として復活を果たし、橙色の瞳を持つようになる。タイガトロンとエアラザーの人格が合わさってはいるが、人格はタイガトロンの面が色濃く出ている。
第25話の最終決戦ではコンボイをアークに戻し、自身は戦艦ネメシスに単身立ち向かうも、フュージョンカノンの前に戦死する。直後のアイキャッチで、「ええ?……これで終わり?」と苦笑いしていた。
ファイナルリミックスには「出番が無さそうなため」と無理矢理登場し、終始出番の少なさを気にしていた。また、モノマネが披露できなかったことを残念がっていた。
日本版での口癖は「〜ござるでしょう」で、第25話ではエアラザーの口癖であった「ハイヤー」も口にした。一人称は「拙者」。アニメ登場前に発売された玩具の箱では、キャラクターが定まっていなかったため、一人称は「俺」と書かれていた。
日本版ではタイガーファルコンと改名されてはいるが、海外でのTigerhawkの「hawk」の意味は「鷹」以外にも「猛禽類の総称」を意味しているので、この名前でも間違いではない。
- 漫画版ではヴォックが未登場だったことから誕生の経緯は異なり、亡きエアラザーのスパークが自身の中にあることに気付いたタイガトロンが自らのスパークと1つにしたことで誕生した。エアラザー同様に顔は擬人化されており、美形となっている。炎の力を持つ炎滅刀（えんめつとう）、氷と嵐の力を持つ氷嵐刀（ひょうらんとう）、雷の力を持つ気雷刀（きらいとう）、大地の力を持つ地裂刀（ちれつとう）の四刀を使用。ゾンビ軍団を倒していき、戦い終えた後、戦死者たちの魂を連れて、魂の楽園マトリクスに旅立つ。喋り方はタイガトロンともエアラザーとも異なるがコンボイに別れを告げに来た際にはエアラザーを思わせる喋り方をした。

コンピューター（サイバガード）/ Maximal Computer (Sentinel)
声 - 飛田展男、高木渉（第19話） / イアン・ジェームズ・コーレット
サイバトロン基地（探査船アクサロン）、および旧サイバトロンの戦艦アーク（原語版ではテレトラン1）、救命ポッド、生命維持システムに搭載されている。声は同じだが特に人格は設定されていない。
漫画版では未登場。
こばんざめたろう
声 - 長島雄一
デプスチャージの武器兼探索機。元々はデプスチャージの乗っていた宇宙船のコンピュータ。
探索中はナマハゲのように「悪い子はいねがー」としきりにしゃべる。25話のネメシスの襲来の際にはライノックスの後ろで浮いていた。
玩具ではコバンシャークという名前が付いている。
漫画版では未登場。

### デストロン / Predacons
破壊大帝 メタルスメガトロン / Megatron（メカティラノサウルス）
声 - 千葉繁 / デビッド・ケイ
メガトロンがクォンタムサージを浴びて、トランスメタルス化した姿。
「エネルゴンの力で宇宙征服」は部下を集めるための理由であり、真の目的は「初代メガトロンの残したゴールデンディスクに書かれた未来（メガトロンたちの本来の時代から見れば過去）の情報を用い、その遺志である歴史改変」であった。一度は初代コンボイの暗殺に成功するもブラックウィドーの裏切りにより失敗する。本人曰く「負けるのは部下が頼りないから」
ビークルモードは足裏のローラーと胴体の左右のファンを展開して飛行可能。第3話では足から車輪を出して移動する買い物モード（食玩『トランスメタルスダッシュ!!』ではジェットローラータイプ）とも名付けられている変形を見せる。
武器はビーストモード時の尻尾が変形したペンチアームを主体とし、先端部からは光線のメガバスターを放ち、光の刃としても使用することが可能。ペンチアームの先端を変形させればディスクの映写装置メガデコーダーになる。ビーストモード時の腕はロボットモード時は両肩二門のビーム砲プラズマファランクスを形成。
コミカルな描写に関しては先述の通り、ジェットローラーで遊んだり、第17話では風呂代わりに使っている再生プールにアヒルちゃんのオモチャを浮かべていた。また、第19話の次回予告後の提供クレジットではまじめに次回予告をしなかったことを非難するタランスに対し、「マジメにやったらビーストじゃない」という発言をしている。
- 漫画版ではナビ子が未登場ということもあって、シリアス重視のキャラとなり、一人称も「ワシ」になっている。コンボイの残骸をゾンビ化して蘇らせた上、完全な傀儡にする「マジックショー」を行うも、サイバトロンのチームプレーにより逆にコンボイを完全復活させてしまった。コンボイのカムバック戦に敗北後、温泉のような再生システムで傷を癒すも、ジャガーに敗北し、首だけの状態になってしまう。その状態のままワスピーターに連れられ、ブラックウィドーが発見したアークに姿を現し、初代コンボイを暗殺しようとするが、自身の消滅を恐れたブラックウィドーによってマグマに落とされてしまう。しかし、そこに沈んでいた初代メガトロンに「力を貸して欲しい」と嘆願したことで初代メガトロンのスパークの力により、ドラゴンメガトロンとなって復活した。なお、マジックショーの説明時はユーモラスに振る舞い、報告に来たワスピーターの慌てぶりに苛ついた際は「やかましい」と蹴落とすなど、コミカル描写が皆無だったわけではない。また、頭部だけの状態と化した際には本作品オリジナル技として、目から光線を放ち、ブラックウィドーを攻撃している。

破壊大帝 メタルスドラゴンメガトロン / Megatron（メカドラゴン）
第22話から登場。パワードコンボイに対抗すべく、アーク内に潜入し、初代メガトロンのスパークを自らのスパークと合体させる。その最中にタランスとクイックストライクの策略により、溶岩に落とされるが、それが功を奏して、赤いドラゴンという予想以上のパワーアップを果たした。進化以降の口癖は「アチョ〜!」。
デストロンが誇る最強戦艦ネメシスを探し出し最後の攻勢に討って出る。ブリッジに乗り込んできたパワードコンボイをも圧倒し、勝利は目前かと思われたが、オリジナルの人格の影響を受け始めたメタルスダイノボットの裏切りにより敗北する。アークのシャトルに括りつけられた状態でセイバートロン星に連行されることになり日本語版ではその時「バイバイキ〜ン!」と叫んだ。
連行前に初代メガトロンのスパークは初代メガトロンに返却されたが、そのシーンはカットされた。
ドラゴンの口から火炎放射のドラグーン・ブレイズや冷凍光線のドラグーン・フリーズを発射。牙には噛みついた相手に電流を流し込むエレクトロ・バイト・ドラゴンが備わっている。玩具ではロボットモードの頭部からミサイルを発射。車両型のグランスピーダーモード（ドラゴンライダーとも）にも変形する。
コミカル面においては第23話でクイックストライクの裁判を行った際、雰囲気を出すためにカリスマ美容師にセットしてもらったカツラを被っていた。ファイナルリミックスでのオープニングでは、他のキャラクターが「千年のソルジャー」を合唱する中、1人だけ紛失した海老チャーハンを探し回っていた。また、モノマネ大会では審査員を務め、えこひいきやズルをせず真面目に、かつ厳しいジャッジを行った。また、直前のパワードコンボイ戦ではしりとりおよび早口言葉合戦をしながらの戦闘を展開した。
- 漫画版では新生直後、初代コンボイを破壊するも初代コンボイのスパークを取り込んで、パワードコンボイとなったコンボイと死闘の果てにスパークを足で潰されて最期を迎えた。パワードコンボイとは逆に終始ロボットモードのままであったが、パワードコンボイとの戦いで頭部を破壊された後は左腕のドラゴンが意識を持っていた。

地上攻撃指揮官 インフェルノ / Inferno（アリ）
声 - 三木眞一郎 / ジム・バーンズ
地球生まれゆえに、メタルス化せず。
前作の最終話である第26話でサイバトロン基地内でのブラックウィドーとの戦いで頭を吹き飛ばされた後、サイバトロンの手で閉じ込められていたが自力で復活を果たす。
相変わらずの忠臣ぶりで殉職したスコルポスに代わり、デストロンのNo.2となる。
日本語版では攻撃を受けた際に「やな感じー!」というインフェルノ役の三木の担当キャラクターである『ポケットモンスター』のコジロウのセリフを言うこともあった。いつも口癖の「ごっつんこ」ばかり言うため、番組の予告でラットルたちにそのことをつっこまれていた。
英語版ではメガトロンを「女王蟻様」や「女王陛下」などと呼ぶが、日本語版では「黄門様」などと翻訳されている。
ネメシス侵攻の際はメガトロンに見捨てられ、原人たちを抹殺するために放たれたフュージョンカノン砲にクイックストライク共々巻き込まれ死亡。ビーストウォーズが終結し、コンボイらが地球を去った後、彼の頭部は原人たちに打楽器として玩ばれ、尻尾はコンロのように使われ日本語版では叩く度に「ごっつんこ」と声を発していた。
ファイナルリミックスでのモノマネ大会では銭形警部のモノマネで高評価を得るが、その後のポパイ、クリス・ペプラー、小林克也、『料理の鉄人』のキッチンレポーターのモノマネを4連発で行った際はいずれも低評価のためお仕置きを受けていた。
漫画版では未登場。
玩具ではメタルス化しており、ツインドリルタンク型のビークルモードにも変形。武器は両腕のドリルスクリューアーム。海外ではスカベンジャーという別名で販売された。
空中攻撃兵 ワスピーター / Waspinator（ハチ）
声 - 加藤賢崇 / スコット・マクニール
クォンタムサージ発生の際に衝撃で再生プールの中に落ちたためにメタルス化できなかった。やられ役としての側面が強調され、メタルスダイノボットに千切りにされたり、ブラックウィドーの飛行艇にぶつかったり粉々になるなどされるも、そのたびにしぶとく復活、ギャグキャラクターの地位を確立した。だが、1つになった衛星を見て惑星エネルゴアの正体に気づくといった賢い一面も見せており、やられ役ながらもシルバーボルトに対しては勝率の良さを見せた。時々「先輩」「後輩」「お前何年だよ?」など自分たちの関係を学園に見立てた話し方をする。第25話にてデストロンに嫌気がさし、脱退を宣言。サイバトロンが地球を去った後、猿人の王に納まって幸せな生活を手に入れた。
ファイナルリミックス（最終話）である第26話ではランページとは声を担当した加藤とランページ役の檜山が広島県出身であるゆえのネタで同じ広島県出身という会話をしていた。また、モノマネ大会では「読売ジャイアンツの桑田投手」、「サッカーの中田選手」のモノマネをするが、出来は自分でも自覚しており、お仕置きを食らって「あーやっぱりやられた」と苦笑混じりに言っていた。
玩具では、メタルス化しており、F-15型のビークルモードに変形。ビーストモードの針は、ロボットモードでは銃火器のピーターガンになる。
- 漫画版ではメタルスの姿で登場。初登場時はメガトロンに蹴り落とされるという、アニメ本編同様に酷い扱いを受けるが、死体に紛れてやりすごしジャガーの攻撃から生き延びた後、ジャガーに残骸にされたメガトロンを助け出して、初代コンボイ抹殺に赴いた。ドラゴンメガトロンの手でゾンビとして蘇ったデストロン兵がコンボイと戦った際には姿が無く、消息は不明となる。

忍者兵 メタルスタランス / Tarantulas（メカタランチュラ）
声 - 長島雄一 / アレック・ウィロウズ
前作の最終話でインフェルノに焼かれたボディから意識を分離していたがブラックウィドーの脳内に意識を寄生することで生き延び、クォンタムサージでトランスメタル化したボディに戻り復活する。ビークルモードはバイクに変形。車輪で高速移動可能で「パラリラパラリラ〜」と暴走族のような声を出す。復活直後はサイバーリンクでブラックウィドーの体を限定的に操り支配していたが、ブラックウィドーがサイバーリンクによる繋がりを逆に利用したエネルゴンによるダメージ共有を行ったため、やむを得ず解除することになった。発明家としての才能を如何なく発揮し、パワードコンボイに対してはウイルス弾で戦闘不能にしたり、寄生して遠隔操作するクモ型ロボットとパワードコンボイ型コントローラーを使って操ったりした。エネルゴンキューブの洞窟を新たな隠れ家とする。
前作以上に独断専行が目立ち始め、メガトロンですら真意を把握しきれず、互いに不信感を募らせ続け、遂に公然とメガトロンに反旗を翻す。ジャガー来訪の際には、メガトロンの逮捕もしくは抹殺のために送り込まれたデストロン最大派閥の1つであるトリプティコン評議会直属のデストロン秘密警察のエージェントであることが明かされる。ジャガーの戦死後もメガトロンからは科学技術目当てで残留を許されるがユニクロンの眷属（ユニクロンズ・スポーン）であることと全トランスフォーマーの抹殺という最終目的は最後まで気づかれることはなかった。
アーク破壊に失敗後、姿を暗ますが、タイガーファルコンを捕獲し、それを使って時空渦動を引き起こそうとする。だが、憑依していたエイリアン（ヴォック）の反撃に遭い、足だけを残してあえなく爆死する。なお、海外のトランスフォーマー ユニバースのコミック版ではヴォックを取り込んで復活している。
武器はビークルモードの前車輪を形成し、ロボットモードでは、レーザーも発射できる回転鋸サークルエッジ。ビーストモードの臀部でビークルモードでは後部車輪になる部分はロボットモードでは肩の装甲となり、そこからミサイルのラウンド・ランチャーを発射。オプションとして、液体爆弾などを発射する銃火器マルチ・スプレーガンも使用。
ファイナルリミックスでのモノマネ大会では、宇宙まで響き渡る「やかんの湯が沸いた音」のモノマネを行い、自ら「上手い!」と絶賛していたが、お仕置きされていた。
- 漫画版ではメガトロンの手で蘇生したコンボイが仲間になったことを疑わず、肩もみをさせるが、コンボイには既にスパークが戻っていたため、肩もみ状態からダメージを受けて、頭部が外れてしまった。ブラックウィドーと共に神殿（アーク）を探している最中、記憶を失っていたタイガトロンを小型のクモメカで洗脳し、エアラザーと戦わせる。それに怒ったブラックウィドーに首を折られながらも、精神をリンクさせていたタイガトロンを操って、エアラザーに致命傷を負わせ、精神世界側のエアラザーに対してもタイガトロンに化けた状態で致命傷を与えた。しかし、最後の力を振り絞った精神エアラザーの攻撃で精神タランスを倒されてしまったことでスパークを損傷し、タイガトロンを奪還されてしまった上、現実世界の自身は駆け付けたコンボイに命乞いするも叶わず、自己再生不能になるまで砕かれて死亡する。その後、ドラゴンメガトロンの手でゾンビ軍団の1人として復活する。なお、トリプティコン評議会が未登場だったため、秘密警察のエージェントしては描かれなかった。

砂漠戦闘指揮官 スコルポス / Scorponok（サソリ）
声 - 遠藤雅 / ドン・ブラウン
空中戦闘員 テラザウラー / Terrorsaur（プテラノドン）
声 - 飛田展男 / ダグ・パーカー
両者共、第1話にてクォンタムサージを浴びメタルス化の兆候を見せるものの、その際の衝撃で基地の下のマグマの中に落下して死亡。Aパートのみの登場に終わった。
スコルポスは海外ではハッピーミールのオマケとしてトランスメタルススコルポノックが配布された。ビークルモードはない。
テラザウラーは玩具ではメタルス化しており、ソニックブーマーとも呼ばれる戦闘機型のビークルモードにも変形。ビーストモードの翼は二本一組の剣ブレークカッターとなる。
- 漫画版ではテラザウラーがメタルスの姿で登場。自身のドローンであるテラザウラー百人隊を率いるが、復活したコンボイに全員が倒され、自身は真っ二つにされる。ジャガーに殺害された後、ドラゴンメガトロンの手でゾンビ軍団の1人として復活させられた。なお、口癖はアニメ版の「ザンス」ではなく「ザマス」となっている。

砂漠戦指揮官 クイックストライク / Quickstrike（サソリ＋コブラ）
声 - 飛田展男 / コリン・マードック
- 全長：2m 重量：1.5t

第2話から登場。シルバーボルトと同様の経緯を辿ったサソリとコブラのフューザー戦士、尾がコブラになっている。元々攻撃的な性格であり、誕生後にセキュリティサーキットがオフになっている隙をメガトロンに狙われ、アクティベーションコードを書き換えられてデストロンとなった。一人称は「俺」で、稀に「俺様」とも言っている。ゲームでは「わたくし」で、稀に「あたくし」と言っていた。日本版での口癖は「ギッチョン!（ギッチョンチョン!）」や「ブラ〜!（コブラ〜!）」。テレビシリーズより先に公開された劇場版2作では、キャラクター設定が確定していなかったために喋り方が多少異なり、劇場版第1作目では「〜でございます」という慇懃な口調だった。海外版では西部のカウボーイのような言動が特徴。サソリとコブラで別人格を持っているような描写も点在し、ビーストモード（サソリの頭）は低い声、コブラは高い声、ロボットモードではその中間の声を発する。コブラだけで動いていたこともある。
好戦的な性格で、基本的にはメガトロンに忠実だが「いたぶる楽しみが減る」という理由でサイバトロン撃滅の中止をメガトロンに進言したり、タランスにそそのかされて、メガトロンを裏切ったこともある。ブラックウィドーに鼻の下を伸ばしたり、命令に稀にそむくなど、不真面目な言動が多い。
インフェルノと共に人間の村を襲っている最中、ネメシスの砲撃を受け死亡する。その後、原始人たちの笛（コブラ部分）や面（ロボットモードの顔）、棒立て（ハサミ）にされてしまった。日本語版では「情けない」と嘆いている。
武器はコブラの口から放たれるものが主であり、機関砲サイドワインダー、毒の光弾ベノム・ストライク、直接噛みつくベノム・バイト、毒の帯状光線ベノム・エクスプロージョン。第22話ではタランスが開発したパワードコンボイ型コントローラーを使って、パワードコンボイを操っている。
川口浩、森本レオ、下條アトムなどナレーションのモノマネが多く、テロップで「クイック・森本・ストライク」「下條・クイックストライク・アトム」と紹介されたり、「川口さん?」とツッコミを入れられている。22話では飛田が主演していた『機動戦士Ζガンダム』のネタも披露している。出番の少ない脇役であることを嘆いている様子も見られた。
ファイナルリミックスでのモノマネ大会では刑事コロンボのモノマネをするが、メガトロンに「（今時の）よい子のみんなにゃわかんねーよ!」とお仕置きを受けていた。
- 漫画版ではサソリ型ドローン（体型はスコルポスに酷似）とコブラ型ドローン（体型は『ネオ』のコラーダに酷似）を指揮している。ライノックスの研究所を襲撃するが、ライノックスの自決に疑問を抱いたブラックウィドーに八つ当たりされて頭部を蹴り飛ばされてしまった後、研究所の爆発に巻き込まれてしまう。ジャガーに殺害された後、ドラゴンメガトロンの手でゾンビ軍団の1人として復活させられた。

戦将 ランページ / Rampage（メカカニ）
声 - 檜山修之 / キャンベル・レーン
第8話から登場。スタースクリームのスパークの不死性を再現するためのプロトフォームXとして、サイバトロンの秘密実験により誕生。だが、手の付けられない凶暴な性格となってしまい、誕生地であるコロニーOのサイバトロンを全滅させた後、専用の救命ポッドに封印された。コンボイ部隊の手で生物の存在しない宇宙の墓場に投棄されるはずだったが、その前にビーストウォーズが勃発し、エイリアンマシン起動時の影響でXのポッドもエネルゴアに落下。地球生まれではないために、トランスメタル化した状態からカニをスキャンしてビースト戦士になった。その戦闘力は凄まじく、無類の火力と耐久力を持つ。当初は両勢力とも無差別に攻撃していたが、メガトロンの手で不死身のスパークを半分に切断された後、切り取られた片割れをエネルゴン・ケージに封印されてしまい、メガトロンに芸名として「ランページ」と名付けられ、半ば脅迫される形でデストロンに加入することになる。
原語版では古風で詩的な台詞回しで話し、高い知性をうかがわせるが、初期設定では一人称が「我々」であるなど、狂気の度合いが色濃く設定されていた。
日本版では広島弁で喋り、喋る時は「わしは〜」「〜じゃ!」を付ける。口癖は「チョッキンな〜!」。また、日本版では初登場した話が劇場版で先行放送されたことから、テレビシリーズでは初登場時には既にデストロンの一員になっていた。そのため、初登場時のチータスとの会話は初対面をイメージした会話となっている。
武器は三門式ガトリング銃ガルバキャノン、小銃クラブバスター。ビーストモード時は巨大な鋏テラークローを用いる。ビークルモードはタンクモードとも呼ばれるバトルタンク。
コロニーO時代からの宿敵であるデプスチャージとはエネルゴアでも幾度となく戦いを繰り広げ、最後の対決ではスパークを破壊されるも至近距離からの爆発でデプスチャージを道連れにした。
ファイナルリミックスでのモノマネ大会では二度振られるも「わしゃモノマネ出来んけぇ、パス!」と言ってモノマネを披露しなかった。
- 漫画版では秘密実験で誕生したときからランページの名を与えられており、理性は皆無に等しく、スパークを求める本能で動いており、広島弁も喋らない。海に没したアクサロンを調査しに来たサイバトロンに対し、メガトロンが先に送り込んでいた刺客として戦闘を展開。コンボイの両腕とロボットモードの頭部とビークルモード用のジェットホバーを失わせるほどの死闘を繰り広げるが、アクサロンに残った全ミサイルで噴火した海底火山によりコンボイと共に空高く飛び上がった後、コンボイが切り離したジェットホバーによりエネルゴアの衛星軌道上に追放された。その後、ドラゴンメガトロンの光線で葬られ、自身のスパークはタランスたちや兵士ドローンをゾンビとして復活させるために用いられた。なお、スパークを求めていたのは「スパークが無いと天国にいけない」と考えていたからであり、コンボイはランページを衛星軌道上に追放する際には「せめて、星となって眠れ」と哀れみの言葉を送っている。

諜報破壊兵 ジャガー / Ravage（カセットテープ）
声 - 森川智之 / リー・トッカー
第10話から第12話まで登場。 セイバートロン星の秘密捜査官にしてデストロン評議会の一員。
サウンドウェーブの部下のカセットロンのジャガーの新たな姿で獣人のようなボディとなり、人語も喋る。当時の変形音と共にカセットテープに変形。
武器は腿に装備されたレーザーサイト式の二丁拳銃ダブルクロス。光学迷彩で姿を隠すことも可能。
常に冷静かつ淡々と仕事をこなす有能な工作員で初代メガトロンへの忠誠心は未だに忘れていない。吹き替え版では「な」の発音が「にゃ」になってしまうという愛嬌も見せる。一人称は「私」だがアニメ登場前に発売された玩具のパッケージでは「俺」になっている。
「ビーストウォーズ関係者の抹殺」という秘密任務を帯びて、エネルゴアに飛来。最初はサイバトロンに協力し、メガトロンを逮捕するもゴールデンディスクの破片から再生された初代メガトロンの遺言を聞いて、任務を放棄し、現在のメガトロンと協力してサイバトロンと交戦。その最中、ラットルの手で爆破されたトランスワープクルーザーと運命を共にした。
玩具はメタルスチータスの仕様変更品で日本のみの発売。名前はメタルスジャガーでカセットテープではなく、メカジャガーに変形する。
- 漫画版ではG1ジャガーことジャガー将軍（姿はハッピーミール版”パンサー”に酷似）の息子にして、デストロン特殊部隊黒（エボニー）の元隊長。一人称は「俺」彼にのみ聞こえる「神」の命令で生きる物すべてを宇宙を汚す害虫とみなして破壊する異常者で何万人もの捕虜・民間人を虐殺したとされており、重力刑務所に投獄されていた。エネルゴア以外でのサイバトロンとデストロンが終戦したことを伝えるためにエネルゴアに向かおうとしていたジャガー将軍を初めとした使節団を抹殺し、船を乗っ取り、エネルゴアに飛来。到着後、使節団抹殺に赴いたメガトロン部隊を倒し、さらには原始人の村を襲撃して立ち向かったダイノボットも仕留める。怒りに燃えるコンボイとの戦いで、彼の身体に風穴を空けるもその風穴で自身の腕を拘束されて零距離からの頭突きを受けた後、腕ごと引き千切られた銃に撃たれて、最期を迎えた。最終決戦ではジャガーもゾンビ化したが他のゾンビとは異なり、自我を有したままで顔には傷が出来ていながらも両腕は銃そのものと化す。コンボイに襲いかかろうとするが彼の代わりを引き受けたタイガトロンによって、真っ二つに切り捨てられた。顔立ちは玩具に近く、アニメではカセットテープに変形していたが漫画版では玩具と同じ、メタルスチータスに似た姿をしており、ビークルモードも披露した。銃は実弾式のものを使用。古風かつ以って回ったしゃべり方をして父親を「オヤジ」と呼ぶ作者の独自のキャラ作りの代表的存在になっている

特殊戦闘兵 メタルスダイノボット / Dinobot（メカヴェロキラプトル）
声 - 藤原啓治 / スコット・マクニール
- 全長：3.1m、重量：2.6t

第17話から登場。プロトフォームボディにダイノボットのDNAとランページの不死身のスパークを組み込み、トランスメタルドライバーの効果で生み出されたクローンダイノボット。初のメタルス2戦士でランページのスパークの効果もあり驚異的な再生能力を持ち、全身は刃物で構成されている。オリジナルダイノボットとは違って、凶暴かつ凶悪。メガトロンに非常に忠実であるが、呼び捨てにし、タメ口で会話しており、カットされているが、原語版の脚本では「俺のメガトロンへの忠誠心は疑いようがない」というセリフがある。ランページのスパークはエネルゴン・ケージごと組み込まれているが、ランページのスパークを傷つけても自身は一切ダメージを受けず、ランページのお目付け役を担っている。
ランページの戦死で自身の中のランページのスパークも失われるが、それにより、オリジナルダイノボットの記憶と性格の影響を受けていき、ネメシスで原人を殺害しようとしたり、飛び立てないアークもろともサイバトロンを葬ろうとするメガトロンに反発するようになる。ついには、サイバトロンにアーク内のシャトルの情報を送り、メガトロンに対しても真っ向から決別宣言をした。シャトルの特攻でネメシスが墜落を初め、コンボイに脱出と別れを告げた後、ネメシスと運命を共にした。人格変化については#内容節も参照。
出番の少なさでギャグシーンは幾分少なくなった。ファイナルリミックスアドリブが炸裂している。モノマネ大会ではコンピューターの判定を伝える役回りになっていた。
武器はビーストモードの足が変形した腕の爪デスクロー。ダイノビームはダイノビーム・バージョン2となり、以前は両目から放っていたがメタルス2においては、スコープがある片目から照準レーザーが放たれた後に一発のビームを出したり、ライトのように照射してから放ったりもする。劇中未使用だが尻尾を腕に取り付けることも可能。
漫画版では未登場。。
ナビ子 / Predacons Computer
声 - 柚木涼香 / エリザベス・キャロル・サヴェンコフ
デストロン戦艦のナビゲーションシステム。日本語版では前作同様に陽気な女の子の人格でしゃべる。第23話でタイガーファルコンがタランス諸共デストロン戦艦を爆破した際に一緒に吹き飛ばされた。
番組開始直前の5秒CMの第7話と第12話ではメガトロンに対して、ツッコミを入れている。
漫画版では未登場。
サイバーラプター
劇場版『コンボイ大変身』に登場。メガトロンがラプターのクローンを改造して作ったメカラプター。制御用機械サイバーコントロールで制御されており、銀一色の体色と光線を放つ赤い複眼が特徴。サイバーコントロールを破壊されると暴走し、やがて停止する。
海外版では次のエピソードで初登場するメタルスダイノボットの試作品とも呼べる存在であったことがエピローグで描かれたが、日本版では第8話のラストシーンに変えられた。
スパイダーボット
声 - 檜山修之
タランスの偵察用小型ロボット。ランページに「今週のビックリドッキリメカ」とも呼ばれていた。
漫画版では未登場。

### その他のキャラクター
トランスミューテイト / Transmutate
声 - 池澤春菜 / スーザン・ブルー
第9話に登場するゲストキャラクター。
ポッドの損傷が激しかったために不完全な状態で誕生した異形のトランスフォーマー。パワーやスペックは高く、叫び声を超音波攻撃やバリアとして使用でき、ぎこちないながらも背中のジェットパックで飛行も可能。反面、知能は低く、変形もできない。
最初に発見したデストロンからは役立たず扱いされ、サイバトロンに保護されながらもライノックスから「修復不能のため、機能を停止させることが最善」と結論を出される。トランスミューテイトを自分と似た境遇であると感じたランページはトランスミューテイトを見捨てず守ろうとするもサイバトロンの仲間として受け入れようとするシルバーボルトとの間で戦いになってしまう。自分を巡って争う2人の戦いを止めようとして、両者のミサイルを受け止めるも限界以上にパワーを使用したことで爆砕。頭部をランページに抱えられたまま息絶えた。
海外版では女性だが日本版では一人称が「ボク」である他、「彼」という三人称を使われている少年のようなキャラクターになっている。
漫画版では未登場。
玩具は未発売であったが後に「ビーストウォーズ10周年記念」を機に海外で商品化が実現。既存商品の復刻版にパーツ単位で梱包され、各商品を揃えることでフィギュアが完成できるようになっている。また、2020年代に展開された『ジェネレーションセレクト』の海外展開では、フォッシライザーとして、ティラノサウルスの骨格に変形するトイが販売されている。
トリプティコン評議会 / Tripredacus Council
第10話に登場。現在のデストロン内の最大派閥の一つで、劇中ではタランスやメガトロンから「3バカ長老」と呼ばれる。メガトロンの一連の行動がサイバトロン評議会「エルダーズ」との政争にまで発展、現時点でサイバトロンとの戦争は時期尚早と判断し、メガトロンおよびビーストウォーズに関わった全てのトランスフォーマーの抹殺のため、ジャガーを派遣する。また、リーダー格である3名は、ユニクロンの眷属（ユニクロンズ・スポーン）であり、タランスの同志でもある。
なお、この3人のCGはトライプレダカス / Tripredacus（前作と本作品の後の時代である『ビーストウォーズII』に登場したジョイントロンの元になったトリプルダクスのデザインになる予定だったが、CG製作が間に合わなかったため、別の外見で登場し名前も本編中では呼称されなかった。
漫画版では全員未登場。
ラムホーン / Ramhorn
声 - 岸野幸正 / イアン・ジェームズ・コーレット
評議会のリーダー格。語尾は「〜ぞよ」。
シカタゴン / Cicadacon
声 - 茶風林/スコット・マクニール
評議会メンバー。セイバートロン軌道上に爆薬を仕掛け、セイバートロン星のトランスワープウェーブ感知を妨害した。語尾は「〜だよん」。
シークランプ / Seaclamp
声 - 八奈見乗児 / リー・トッカー
評議会メンバー。惑星エネルゴア（地球）にジャガーを派遣した。ゲストキャラクターで唯一5秒CMにセリフを残している。
初代メガトロン / Megatron
声 - 高木渉 / ゲイリー・チョーク
第11話から登場。デストロンの先代のリーダーにして、最初のメガトロン。
人類が外宇宙に向けて打ち出した探査船ボイジャーに搭載されたゴールデンディスクに未来のデストロン戦士へのメッセージを残す。それは自らが敗れた場合を想定し、技術の進歩を見越した歴史改変を指南していた。アーク内で休眠状態中、メタルスメガトロンの手で外されたスパークはメタルスメガトロンのスパークと合体して、メタルスメガトロンはドラゴンメガトロンへの進化を果たす。
- 漫画版では溶岩の中に沈んでおり、頭部だけの状態で落ちてきたメタルスメガトロンの声に反応して一時的に目を覚まし、彼に自身のスパークの力を与え、ドラゴンメガトロンに転生させる。現在のメガトロンからは「大始祖様」と呼ばれた。

初代コンボイ / Optimus Prime
第12話から登場。サイバトロンの先代のリーダーにして、最初のコンボイ。
アーク内で休眠状態の最中、メタルスメガトロンのメガバスター（光の刃）を受けて、頭部を破損。修復が終わる前にスパークが消滅してしまうほどの重傷だったことからスパークは一時的にメタルスコンボイのスパークと合体することになり、その影響でメタルスコンボイはパワードコンボイへの進化を果たす。ライノックスとブラックウィドーの手で頭部が修復された後、パワードコンボイの手でスパークは戻された。
- 漫画版ではドラゴンメガトロンに頭部を砕かれてしまい、その影響でスパークも落ちてしまうがメタルスコンボイのスパークと合体したことで死を回避。戦いが終わった後、身体のほうはライノックスの手で修復されることになった。回想内においては初代メガトロンに連続キックを放っている。現在のコンボイからは「初代コンボイ様」と呼ばれた。

チャック、ウナ
声 - 山口勝平（チャック）、柚木涼香（ウナ） / スーザン・ブルー
原始人の兄妹。
チータスやラットルの言った言葉を真似してカタコトの言葉を話すがファイナルリミックス（最終話）である第26話ではちゃんとした言葉で話した。第20話のアイキャッチにも登場した。
漫画版では未登場。
お父さん
声 - 飛田展男 / 不明
チャックとウナの父親の原始人。
ダイノボットの遺品である石斧を自身の武器としており、先行上映された劇場版第2作目では既にその石斧を持っている状態での登場となっていた。最初はサイバーラプターに為す術もなく逃げ惑ったがチャックとウナの窮地に駆けつけ、サイバーラプターを一匹倒すなどの活躍を見せる。
漫画版では未登場。
ヴォック / Vok
声 - 長島雄一、飛田展男 / リチャード・ニューマン、ブルー・マンクマ
前作から続いて登場する謎のエイリアン。
本作品では巨大な髑髏にライオンのようなたてがみが生えた外見で登場したが実体を持たない思念体ゆえに本来の姿なのかは不明。不老不死、不滅であり、その能力は物質の創造や時空間を越える、操るといった神に等しい超存在である。
タイガトロンとエアラザーを捕らえ、彼らを合体させて作り出したタイガーファルコンを依り代にエネルゴアに赴き、サイバトロンとデストロンの両軍に襲いかかる。最終的にはタランスに憑依した状態から自爆して、タランスを葬った。
原語版ですら「複雑化しすぎる」との事情で語られなかったが、裏設定では実は彼らビーストウォーズに登場するトランスフォーマーの誕生にも深い関わりを持つ。
- 漫画版では未登場ゆえ、エイリアンマシンに激突したコンボイの死は「メガトロンの罠による戦死」でクォンタムサージは「コンボイの死と共に発生した」と説明され、タイガーファルコン誕生の経緯も異なり、トランスメタルス2も登場しなかった。

## 設定・戦力

### サイバトロン関連
アクサロン
サイバトロンの調査船兼基地。
アーク発見とコンボイがパワードに進化後、人員不在の隙を突かれ、ランページの攻撃で真下の川へ落下・水没し、真っ二つに大破してしまった。その後、アークが埋まっていた岩山を活動拠点とする際に、本船のメインルームの一部が回収され、設備の1つに応用された。
第16話ではコンボイの指示でラットルが超小型ステルス潜水艇を用いて、本船の防御システムを回収する任務にあたったがデストロンに奪われてしまう。
漫画版では第2話において、経緯は不明だが海に水没した状態で登場。調査に赴いたコンボイ一行は船内でランページと交戦した。
ステイシス・ポッド＜救命ポッド＞
プロトフォームとこれを起動させるために必要な備品を搭載したカプセル。いまだに多数がエネルゴアの衛星軌道上を浮遊している。
本作に登場するものはクォンタム・サージの影響で、正常に作動しなくなったものが多い。
マシーンブラスター
トランスメタル化したメガトロンの総攻撃に備え、ダイノボットが使用した50口径の大型銃。
パワーシールド
コンボイが復活後の最初の戦闘で使用した大型の盾。
クォンタム・ジェネレータ
ライノックスがコンボイの復活のために使用した装置。トランスフォーマーの記憶や人格、感情の要となる中枢意識であるコア・コンシャスネスを拡大して、トランスワープスペースに突入し、コンボイとアクサロンを“トランスワープ・アイオン”で結び、ブランク・プロトフォームの元へ導いた。
パワーパック
負傷したトランスフォーマーのための緊急バッテリーとなる箱型の装備。磁気的に吸着し、対象者に安定したエネルギーを供給して一時的な稼動状態を与え・またはステイシス・ロックを長引かせる。
グラビトン・ジェネレータ
ブラックウィドーが、ステイシス・ポッドを飛行艇に改造するために、シルバーボルトから入手した重力子発生装置。
パワーポール
ダイノボットの“戦士のリサイクリング”に使用された3本の柱状の「分解葬」設備。安置した遺体を分解・放散し、一部を吸収する。
ミッシングマン・フォーメーション
チーム内に死者が出た際、その死を悼むために、編隊の当該ポジションを空白にする飛行隊形（ミッシング・ワン・フォーメーションともいう）。ダイノボットの葬儀の際、コンボイらがこの隊形を組んで飛行している。
また、ダイノボットの個室の外を3羽のカラスが同じ陣形で飛び、彼の行く末を暗示していた。
リサイクリング
トランスフォーマーの「葬儀」を意味する言葉。パワーボールによって分解吸収されたトランスフォーマーの遺体の一部は、何らかの用途に再利用される。ダイノボットの葬儀の際、ライノックスに付き添われながら、ラットルが操作して、ダイノボットの遺体を弔った。
石斧
ダイノボットが最後の戦いで作り出した武器。デストロンとの孤軍奮闘で全ての手持ち武器を失った状態でメガトロンと戦った際、最初は棒きれで挑んだために効果はなかったが機転を利かせ、石を加えたことで攻撃力を高め、メガトロンにダメージを与え、ゴールデンディスクを奪取・破壊に成功。ダイノボットの死後、ダイノボットに助けられた猿の手に渡り、人類誕生に繋がった。
パワーボンド〈パワーバンド〉
敵や人質などを捕獲する際に使用する、光輪状の拘束具。「エナジー・マナクル」とも言う。解除の際は粒子状に分解する。
メガトロンをサイバトロン・シャトルに貼り付ける際にも使用された。
アーク
初代コンボイ率いるサイバトロンが初めて地球へやって来た時の宇宙船。
デストロンも乱入しての戦いの末、400万年前の地球に墜落。サイバトロンとデストロン全員、この時代では緊急停止状態で眠りについている。
アクサロン水没後は本船および本船が埋まっていた岩山がサイバトロンの活動拠点となり、岩山の山肌に巨大な出入口が取り付けられた。
サイバトロン・シャトル
アークに格納されていた小型宇宙艇。最終決戦でダイノボットからの情報により存在が判明。ライノックスが操縦し、ネメシスへ特攻。その後、拘束したメガトロンを天板に貼り付け、サイバトロンは本艇でセイバートロン星へと帰還した。
リペアマシーン
メガトロンに攻撃された初代コンボイの頭部を修復する際に使用した機械。
超小型ステルス潜水艇
ブラックウィドーが作ったボール状の小型潜水艇。ボール状の本体に、スクリューと数個のサーチライト、マニピュレーターが装備され、全ての操作を手動で行う。
ラットルが乗り込み、水中に沈んだアクサロンからの基地の防御システムを回収する任務に使われたが、防御システムの争奪戦の中、壊れてしまった。
スターホッパー
デプスチャージがプロトフォームXの探索に使用した一人乗り宇宙船。スキャナーを備えている。テンポラル・ヴォーテクスに呑まれ、その影響で制御不能となり、デプスチャージを乗せたままエネルゴアへと送られ水没。最後はランページのミサイル攻撃で破壊された。
オミクロン
デプスチャージが保安主任を務めていたコロニー。プロトフォームXの犠牲となったこと以外詳細は不明。
スターベースラグビー
プロトフォームXが襲撃した宇宙基地。ここでもデプスチャージの友人たちが、Xの犠牲となった。
オペレーション・エターニティ
メガトロンが起動させたネメシスに対抗するため、アークを再浮上させる作戦。アークがあまりにも長く機能停止状態にあったため、失敗に終わった。
ライノックスの研究所
漫画版に登場。第1話開始時点ではサイバトロンの最後の砦であり、クイックストライク隊に襲撃されながらもサイバガードで持ち堪えていたが内部に赴いたブラックウィドーの仕掛けた爆弾で破壊されてしまう。しかし、ライノックスたちはミニサイバガードで九死に一生を得ている。
トランスワープスペースアクセス銃（正式名称不明）
漫画版に登場。スパークをトランスワープスペースに向かわせるための銃。使用者の脳神経に電子回線を撃ちこみ、スパークをトランスワープスペースに送り込む。開発者でもあるライノックス自身が使用して、トランスワープスペースに赴き、コンボイを現世に戻すことに成功した。
モアイ型基地
漫画版に登場。コンボイ復活後、ライノックスを中心に建造されたモアイ型基地。

### デストロン関連
テラクラッシャー
デストロンの基地でもある戦艦。
サイバトロンから奪った防御システムを取り付けて防御力をアップさせたもののヴォックに送りこまれたタイガーファルコンの奇襲攻撃で木っ端微塵に大爆発した。
シンクパルス・トランスミッター
メガトロンが、プロトフォームXの回収に送り出したブラックウィドーの背中に取り付けた盗聴器。装着と同時に姿が見えなくなる。
エネルゴン・ブレード
エネルゴン製の刃を備えたナイフ。メガトロンがランページのスパークを切り取る際に使用した。
エネルゴン・ケージ
内部にエネルゴンの針を備えたカプセル。ランページのスパークの片割れを組み込み、挟み込むとエネルゴンの刃がスパークを傷つけ、本体側のスパークにもダメージを与える。これにより、ランページはメガトロンの配下にならざるを得なくなった。後にメタルスダイノボットに組み込まれるがランページが亡くなったことで片割れのスパークにも影響が出てしまい、それによって、メタルスダイノボットはオリジナルダイノボットの人格の影響を受けるようになった。
トランスワープ・クルーザー
トランスワープ航行が可能な宇宙艇。両主翼が大きく湾曲した特異な形状で、大気圏内での飛行も可能。内部には床がハッチとなっているコクピットの他、オートガンを備えた牢屋がある。武装は主翼の両端から発射する光弾と機体上部からせり上がって発射される大型ミサイル。カセットテープに変形したジャガーをコクピットの計器に装填することで機体の性能を高めたり、ジャガーと接合することで、彼の持つ遮蔽・透明化機能を使用することも可能だがこの船自体には遮蔽機能は無い。
ジャガーが搭乗し、セイバートロン星からエネルゴアへの来訪、デストロン・サイバトロン両勢力への攻撃などに使用されたが、最後は内部に乗り込んだラットルに複数の爆弾を仕掛けられて大爆発した。
トランスメタル・サイバーベノム
敵トランスメタル攻略のためにタランスが開発した即効性の猛毒。一時的な酩酊状態や頭部肥大などの現象を引き起こす。
オーガニック・トランスメタル・ユニット
エイリアンのトランスメタル・ドライバーを使いクォンタム・サージ同様の効果を生み出す装置。トランスメタル2ダイノボットを生み出し、誤ってチータスをトランスメタル2へ進化させてしまった。
ディスラプター・キャノン　
“バイポーラー（双極性）エナージョン”の強力なパワーを利用した破壊光線兵器。フォースフィールドを持たないサイバトロン基地を攻撃するために開発されテレトラン1のシールドに守られたアークは、もとより標的としていなかった。
しかし、完成までかなり難航した挙句、ウナの手でエネルゴン制御チップを外された状態で発射を行ったため、不発かつ大破してしまった。
ネメシス
旧デストロンの戦艦。
デストロンがセイバートロン星を離れた際に使用し、アーク同様に地球に墜落。タランスが海に落ちているネメシスを発見・修復し、タランス亡き後、メガトロンの手で起動させられる。猛威を振るうもライノックスが操縦するサイバトロン・シャトルの特攻でブリッジを破壊されて、制御を失い、後のメキシコ山地に墜落した。
本作品では「アークを撃墜したデストロンの伝説の戦艦」といった扱いとなっており、アークと撃ち合っているイメージがあったが実際は船同士を接続させて、デストロンがアークに乗り込み船内で大乱闘を繰り広げ、両軍とも船の操縦を忘れていたのが原因で墜落している。
フュージョンキャノン
ネメシスの最大の武器である光線砲。タイガーファルコン、インフェルノ、クイックストライク、敵味方問わず、この武器の前に散っていった。
ヒンデンブルグ
漫画版に登場。コンボイをゾンビ状態で復活させた浮遊要塞。高度2万メートルに位置する。最終的にはメガトロンがコンボイ相手に放った1発目のメガバスターで破壊された。

### 両勢力共通
トランスメタル
エイリアンマシーンの破壊に伴い発生したクォンタム・サージと、そこに含まれるヴォック因子の影響によって、トランスフォーマーのボディを構成する微小機械群“ナナイト”が変異したことにより生まれた、偶発的変身形態である。従来のビーストモードとロボットモードに加え、ビーストモードにブースターやホイールといったパーツが展開したビークルモードへの変形が可能となり、その外観は、3形態ともカラフルでメタリックなものとなっている。
また、体内に超微量のヴォック因子が宿ったため、地球生まれのトランスフォーマーたちと同様に“ヴォック化”が進行している。
トランスメタル2
メガトロンが入手したエイリアンの小型装置トランスメタル・ドライバーの影響によるトランスフォーマーの変異形態である。従来のトランスメタルと異なり、ビークルモードに変形できないが、ヴォック化はさらに進行していると思われ、それに伴い“エネルギー触手”による自己修復や超感覚、テレキネシスや遠距離知覚、空中浮揚などの超絶的能力を獲得している。
ブラックウィドーとダイノボットは従来のトランスメタルと同様の外観だが、チータスは有機的な皮膚に金属部分が入り混じったボディとなっている。
フューザー
ステイシス・ポッドの異常により、スキャナーが2種類の動物をスキャンして誕生したトランスフォーマー。ロボットモードと、2種類の動物の特徴を反映したキメラ型のビーストモードを持つ。
シルバーボルトとクイックストライクがこれに該当し、彼らも体内に超微量のヴォック因子を宿している。
ゴールデンディスク
前作から登場するアイテム。
本作品において、初代メガトロンがデストロン敗北の場合に備えて、子孫たちへの策を込めたものであることが判明する。その策とは時空間移動が可能となった暁には過去の地球に向かい、再起動前の休眠状態の初代コンボイを暗殺し、未来を変容させるというものであり、これが（ビースト）メガトロンの真の目的であった。初代メガトロンに相応しい遠大な謀略であり、このメッセージを聞いたジャガーも協力する。
エネルゴアが地球であることに気づいたダイノボットが同じように気づいたワスピーターを囮に使い、エイリアンディスクと共に強奪。岩の下に隠していたがデストロンに戻るために返却してしまう。これにより、メガトロンは人類抹消作戦を行うがダイノボットの攻撃で吹き飛ばされた際に手放してしまい、ダイノビームで破壊された。バックアップに関してはタランスに操られたブラックウィドーに発見されながらもタランスが気を失っている間にブラックウィドーが自身にダウンロードを行い、装置のほうは「罠が仕掛けてあった」とタランスに嘘を付いて破壊。メガトロンにはダイノボットが壊したと報告し、タランスも口裏を合わせている。サイバトロンに加入後のブラックウィドーは手術を受ける前に万が一に備えて、コンボイに移し替え、コンボイも万が一のことを考えて、サイバトロン以外にはダウンロードできないようにし、クイックストライクに操られながらもメガトロンへのダウンロードを防いでいる。
ブランク
スパークを欠いたプロトフォーム。マトリクスやピットの不調、その他の要因によって時々起きる現象である。エイリアンマシン騒動直後にサイバトロンが発見し、コンボイの復活に使われた。
パックス・サイバトロニア
「サイバートロンによる平和」を意味する、グレートウォー終結後に達成された天下泰平の時代のこと。
エナージョン・ステーション
トランスフォーマーのエネルギー補給基地。メガトロンがエネルゴンキューブの所在地に建設を命じた。
また両軍の基地内にもトランスフォーマー用の補給ステーションがあり、メンバーはここでパワー供給を受ける。
トランスワープ・セル〈ワープ転換装置〉
テラクラッシャーに搭載されている小型のトランスワープ装置。メタルハンター・ベースの時空移動、サイバトロン・シャトルの本星帰還などに使用された。
カヴァナント・オブ・プライマス
「プライマスの聖約」（日本語版では契約の書）と題された予言の書で、別名「データトラックス7,613」。“テープブック”と呼ばれる書物で、G1サイバトロンの紋章が刻まれた表紙をめくると、内部にカセットテープ状の記録メディアが組み込まれている。
アークとネメシスにそれぞれ保管された二部のみが存在し、ビーストウォーズの模様を表したとも取れる詩文が納められている。

### エネルゴア・エイリアン関連
惑星エネルゴア（地球）
前作から続く戦いの舞台となる惑星。本作品でエイリアンの実験場である400万年前の人類発祥以前の地球と発覚した。
エネルゴン
G1からの伝説である、トランスフォーマーの主要動力源。
エネルゴン・クリスタル / エネルゴン・キューブ
純粋かつ不安定なエネルゴンの結晶。ヴォックのプラネットバスター破壊後は、地球上のエネルゴン・クリスタルの大部分が消滅、極めて安定したエネルゴン・キューブへと変化した。そのため、トランスフォーマーたちは基地の外でもロボットモードで問題なく活動できるようになった。
ナチュラルストーン・アクロポリス
ダイノボットがディスクを隠した、ギリシア神殿跡に似た自然の岩場。ナチュラルアンフィシアター（自然円形劇場）ともいう。
エイリアンディスク
前作終盤から登場するエイリアンが作ったと思われるゴールデンディスク。このディスクはエイリアンの地球人類部分の意識によって生み出されたものである。そこにはかつて人類がボイジャーディスクに託したのと同じく、ヴォックに関する広範な知識が納められていた。メガトロンがこのディスクから解読できた情報は、全体のおよそ1/5程度だという。
ダイノボットによってゴールデンディスクと共に一時奪われライノックスが解析するが、その途中で再びメガトロンに奪還されてしまう。最後はメタルハンターベースの爆発で消滅した。
しかしこれを解析にしたことによって、後にメガトロンは「トランスメタル2テクノロジー」を独自に創り出した。
メタルハンターベース
不思議な植物が生い茂るエイリアン・サイトの一つから出現したバイオ・ドームが姿を変えたエイリアンの巨大マシン。茸のような形をしており、内部に乗り込んだメガトロンが中枢部にあるインターフェイスにエイリアンディスクをセットすると彼にエネルギーが降り注いだ後に操縦席が出現。メガトロンが乗っ取った。
上部はメガトロンの顔の形に変貌し、下部からは衝撃波や360度の方向に相手を捕らえて内部に引き込む光線を放つ。メガトロンはこれをテレポートさせてセイバートロン星に向かおうとしたが、コンボイたちとの戦いの末に操縦席が破壊され宇宙で大爆発した。
トーテム
原人たちの村に奉られた、ダイノボットの姿を模したトーテムポール。
トランスメタル・ドライバー
メガトロンが手に入れ改造を加えたボール状の小型装置。入手経路と具体的な使用用途は不明だが、これが核となってオーガニック・トランスメタル・ユニットが完成した。
後にデプスチャージが回収し、捨ててしまうがすぐにブラックウィドーに拾われる。そして、一度死亡した彼女をトランスメタル2として復活させた。それからどうなったのかは不明。
ヴォックの目的
地球における実験の目的は、自分たちが滅ぼした人類への贖罪（下記参照）として、彼らを好戦的で野蛮な種ではなく、知性と理性に満ちた存在として創造する、といったものである。そのため太古の地球に降臨した彼らは、自ら創りだした膨大なエネルゴンを地球全土に移植し、核や石油といった化石燃料に替わる資源として、その使用方法を教え、最終的には外宇宙への進出させるまで導くという算段だった。
ビーストウォーズ世界のエネルゴンは、化石燃料と違い環境に全く無害なエネルギーである。それどころか、動植物の成長や土壌の肥沃を助ける効果があった。しかし、このエネルゴンは実験が万が一失敗した時の保険でもあった。
不安定な状態のエネルゴンは非常に起爆性が高く、ある程度の衝撃で簡単に爆発する。彼らはあえて不安定な状態のままのエネルゴンを地球全土に移植。実験が失敗した時は衛星に偽装した惑星破壊兵器で地球全土のエネルゴンを一斉に起爆、地球そのものを破壊し、その後は新たな地球を創造、時間流を調整し実験を再開する。彼等はそうしたことを何度も繰り返している。
つまり（ビースト）コンボイと（ビースト）メガトロンたちが辿り着いたこの地球は、破壊と再生を繰り返した改変された地球である。
彼らが恐れたのは、自分たち以外の航時能力を持った知的生命体の人類への干渉である。彼らの一連の敵対行動も敵意や害意といったものなく、実験の障害に対する排除行動にすぎなかった。
地上に降りた2体は爆散したが、彼らは意識融合体の一部、いわゆる分身体であるため、本体には全く影響はない。
ソニーマガジンズ刊の書籍『ビーストウォーズ ユニバース』によれば、彼らは元々コミック版『G2』に登場した集合意識体スウォームが、G2デストロン、爬虫人類ジャダイ、そして地球人類を吸収した後、初代コンボイによって『良心』を与えられた存在であるとされる。
原語版でも尺が足りず消化不良の設定だったこともあり、日本版ではそこまでの設定には踏み込まず、あくまで謎の存在として、子どものような喋り方の能天気なキャラクターとして登場した。

### その他
クォンタム・サージ
プラネットバスター爆発によって発生した量子の奔流。これらエイリアンの機械群はヴォック・ネピュラから分裂して実体化した、“ヴォック頭脳”というべきもので、爆散した波動には超微量なヴォック因子が内包されている。
これを浴びたビースト戦士たち、のちのトランスメタルとフューザーはヴォックによる軽度の憑依状態となり、ヴォックと同質の身体構造を持つに至った。
トランスワープ・スペース
トランスワープ・セルの爆発で開いた“窓”により通じた超空間。トランスフォーマーにとってのあの世とも呼べる場所であり、ライノックスはプラネットバスターの爆発でトランスワープ・スペースの穴が開いている間に自身のスパークを送り込み、コンボイのスパークを回収した。
マトリクスゾーン
この世とトランスワープ・スペースを繋ぐ道。
タイムストーム　
メガトロンが初代コンボイを攻撃したために発生した宇宙規模の時間嵐。歴史変革は直後に食い止められたが、この影響で時間流が深刻な打撃を受け、自らの誕生の起源を脅かされたヴォックは、メガトロンを抹殺すべく直接行動に打って出た。
テンポラル・ヴォーテクス　
メガトロンのタイムストームの影響で発生した時空変動場の一つ。スターホッパーで航行していたデプスチャージは突如現れた時空渦動に呑まれ、太古の地球へと送られてしまった。

## スタッフ
- 製作総指揮 - クリストファー・J・ブロー、イアン・ピアソン、スティーブン・デニューア、ステファン・ライチェル
- ストーリーエディター - ボブ・フォワード、ラリー・ディティリオ
- キャスティング - ダグ・パーカー、エリザベス・キャロル・サヴェンコフ、BLTプロダクション
- 音声演出 - スーザン・ブルー
- 音楽 - ロバート・バックリー
- プロダクションデザイナー - クライド・クラッツ
- プロデューサー - ジョナサン・グッドウィル
- 協力プロデューサー - アサフ・M・フィプキー、ジェニファー・ツイナー・マッキャロン
- 制作 - アライアンス・コミュニケーションズ、メインフレーム・エンターテイメント

### 日本語版制作スタッフ
- 監督・脚色 - 岩浪美和
- 翻訳 - アンゼたかし（第14話、第26話を除く）
- 編集スタジオ - キュー・テック
- 調整 - 佐竹徹也
- 録音 - 堀田英二
- 録音スタジオ - 東京テレビセンター
- 音響制作 - ACクリエイト
- 録音制作担当 - 打越領一
- 番組宣伝 - 関谷美津子
- プロデューサー - 岩田牧子、加藤久、沢玲子
- 製作協力 - ASATSU-DK
- 製作 - テレビ東京、イオン、タカラ
- 配給 - イオン

## 主題歌
オープニングテーマ
「魂のエヴォリューション」（第1話 - 第14話）
作詞 - 吉元由美 / 作曲 - 鈴木キサブロー / 編曲 - 河野陽吾 / 歌 - 影山ヒロノブ
第14話ではレギュラー声優陣がオープニングでこの曲を合唱した。
「千年のソルジャー」（第15話 - 第26話）
作詞 - 吉元由美 / 作曲 - 都志見隆 / 編曲 - 京田誠一 / 歌 - 影山ヒロノブ
最終話ではレギュラー声優陣がオープニングでこの曲を合唱した。

エンディングテーマ
「バ・ビ・ブ・ベ ビーストウォーズ」（第1話 - 第14話）
作詞・作曲・編曲 - 池毅 / 歌 - 影山ヒロノブ&バ・ビ・ブ・ベ ボンバーズ
第14話ではレギュラー声優陣がエンディングでこの曲を合唱した。
「HALLELUYAH」（第15話 - 第26話）
作詞・作曲・編曲 - 池毅 / 歌 - 影山ヒロノブ、堀江美都子&バ・ビ・ブ・ベ ボンバーズ
最終話ではレギュラー声優陣が視聴者にメッセージを送った。

## 各話リスト
各話リストで話数における括弧内は海外版話数。
| 話数     | サブタイトル                            | 原題                          | 演出                                                    | 脚本                   | 放送日（米）    | 放送日（日）   | 収録VHS                        |
| -------- | --------------------------------------- | ----------------------------- | ------------------------------------------------------- | ---------------------- | --------------- | -------------- | ------------------------------ |
| 1        | 帰ってきたぜ!                           | Aftermath                     | コリン・デイビーズ                                      | ラリー・ディティリオ   | 1997年 10月26日 | 1999年 10月6日 | 第1巻 帰ってきたぜ!            |
| 2        | 新戦士登場!ギッチョンチョンですっ!      | Coming of the Fuzors (Part 1) | スティーブ・サックス                                    | ボブ・フォワード       | 11月2日         | 10月13日       | 第1巻 帰ってきたぜ!            |
| 3        | よみがえれコンボイ                      | Coming of the Fuzors (Part 2) | カル・シュミアッチャー                                  | ボブ・フォワード       | 11月9日         | 10月20日       | 第2巻 よみがえれコンボイ       |
| 4        | かっとびタランス                        | Tangled Web                   | クレイグ・マクユーエン                                  | レン・ウィーン         | 11月16日        | 10月27日       | 第2巻 よみがえれコンボイ       |
| 5        | やめます!                               | Maximal, No More              | トレントン・カールソン                                  | パトリック・バリー     | 11月23日        | 11月3日        | 第3巻 やめます!                |
| 6        | え?お花が?                              | Other Visits (Part 1)         | ジョン・ポーザー                                        | ラリー・ディティリオ   | 1998年 2月8日   | 11月10日       | 第3巻 やめます!                |
| 7        | え?かおが?                              | Other Visits (Part 2)         | コリン・デイビーズ                                      | ラリー・ディティリオ   | 2月15日         | 11月17日       | 第4巻 え?かおが?               |
| －（8）  | －                                      | Bad Spark                     | ?                                                       | ?                      | 2月22日         | －             |                                |
| 8（9）   | あばよッ!                               | Code of Hero                  | ボブ・フォワード                                        | イアン・ウェア         | 3月9日          | 11月24日       | 第4巻 え?かおが?               |
| 9（10）  | カニじゃい!                             | Transmutate                   | J・ファルコナー シーン・オズボーン ジョージ・サミルスキ | クリスティー・マークス | 3月10日         | 12月1日        | 第5巻 カニじゃい!              |
| 10（11） | たいほだにゃ                            | The Agenda (Part 1)           | カル・シュミアッチャー                                  | ボブ・フォワード       | 3月11日         | 12月8日        | 第5巻 カニじゃい!              |
| 11（12） | すきですっ!                             | The Agenda (Part 2)           | オーウェン・ハーリー                                    | ボブ・フォワード       | 3月12日         | 12月15日       | 第6巻 すきですっ!              |
| 12（13） | むか〜しむかし                          | The Agenda (Part 3)           | アサフ・フィスキー コーリン・ディビーズ                 | ボブ・フォワード       | 3月13日         | 12月22日       | 第6巻 すきですっ!              |
| 13（14） | 大きくな〜れ                            | Optimal Situation             | スティーブ・サックス                                    | ボブ・フォワード       | 10月25日        | 12月29日       | 第7巻 大きくな〜れ             |
| 14       | リミックス・バナナはどこ?               | -                             | -                                                       | -                      | -               | 2000年 1月5日  | 第7巻 大きくな〜れ             |
| 15       | えーいっ!                               | Deep Metal                    | オーウェン・ハーリー                                    | ラリー・ディティリオ   | 11月1日         | 1月12日        | 第8巻 えーいっ!                |
| 16       | ぶくぶくっ                              | Changing of the Guard         | スティーブ・サックス                                    | イヴァン・サマーズ     | 11月8日         | 1月19日        | 第8巻 えーいっ!                |
| －（17） | －                                      | Cutting Edge                  | ?                                                       | ?                      | 11月15日        | －             |                                |
| 17（18） | ふっかつダー!                           | Feral Scream Part 1           | ジョン・ポーザー                                        | グレッグ・ジョンソン   | 1999年 1月24日  | 1月26日        | 第9巻 ふっかつダー!            |
| 18（19） | たつんだ!チータス                       | Feral Scream Part 2           | スティーブ・サックス                                    | ジュールズ・デニス     | 1月31日         | 2月2日         | 第9巻 ふっかつダー!            |
| 19（20） | ラブタイフーン                          | Proving Grounds               | ウイリアム・ラウ                                        | アーサー・セラーズ     | 2月7日          | 2月9日         | 第10巻 ラブタイフーン          |
| 20（21） | びりびりー!しびればびれぶー             | Go with the Flow              | カル・シュミアッチャー                                  | ボブ・フォワード       | 2月18日         | 2月16日        | 第10巻 ラブタイフーン          |
| 21（22） | ぴかぴかーしゃ!                         | Crossing the Rubicon          | トレントン・カールソン                                  | ドロシー・フォンタナ   | 2月21日         | 2月23日        | 第11巻 ぴかぴかーしゃ!         |
| 22（23） | もえてドラゴン                          | Master Blaster                | スティーブ・サックス                                    | エリック・トーリン     | 2月28日         | 3月1日         | 第11巻 ぴかぴかーしゃ!         |
| 23（24） | ただいまでござる                        | Other Victories               | ウィリアム・ラウ                                        | ラリー・ディティリオ   | 3月5日          | 3月8日         | 第12巻 ただいまでござる        |
| 24（25） | ドッカーン                              | Nemesis Part 1                | イズィキエル・ノートン                                  | ボブ・フォワード       | 3月6日          | 3月15日        | 第12巻 ただいまでござる        |
| 25（26） | ハッピー?これでいいのだ                 | Nemesis Part 2                | カル・シュミアッチャー スティーブ・サックス             | サイモン・ファーマン   | 3月7日          | 3月22日        | 第13巻 ハッピー?これでいいのだ |
| 26       | ファイナルリミックス・バナナをわすれた! | -                             | -                                                       | -                      | -               | 3月29日        | 第13巻 ハッピー?これでいいのだ |

## 放送局
| 放送地域       | 放送局           | 放送期間（または、放送体制）  | 放送日時           | 系列           | ネット状況 | 備考            |
| -------------- | ---------------- | ----------------------------- | ------------------ | -------------- | ---------- | --------------- |
| 関東広域圏     | テレビ東京       | 1999年10月6日 - 2000年3月29日 | 水曜 18:30 - 19:00 | テレビ東京系列 | 制作局     |                 |
| 北海道         | テレビ北海道     | 1999年10月6日 - 2000年3月29日 | 水曜 18:30 - 19:00 | テレビ東京系列 | 同時ネット |                 |
| 愛知県         | テレビ愛知       | 1999年10月6日 - 2000年3月29日 | 水曜 18:30 - 19:00 | テレビ東京系列 | 同時ネット |                 |
| 大阪府         | テレビ大阪       | 1999年10月6日 - 2000年3月29日 | 水曜 18:30 - 19:00 | テレビ東京系列 | 同時ネット |                 |
| 岡山県・香川県 | テレビせとうち   | 1999年10月6日 - 2000年3月29日 | 水曜 18:30 - 19:00 | テレビ東京系列 | 同時ネット |                 |
| 福岡県         | TXN九州          | 1999年10月6日 - 2000年3月29日 | 水曜 18:30 - 19:00 | テレビ東京系列 | 同時ネット | 現：TVQ九州放送 |
| 青森県         | 青森放送         |                               | 月曜 15:55 - 16:25 | 日本テレビ系列 | 遅れネット |                 |
| 岩手県         | テレビ岩手       | 月曜 16:28 - 16:55            |                    | 日本テレビ系列 | 遅れネット |                 |
| 宮城県         | 仙台放送         | 月曜 15:30 - 16:00            | フジテレビ系列     |                | 遅れネット |                 |
| 秋田県         | 秋田朝日放送     | 火曜 16:00 - 16:30            | テレビ朝日系列     |                | 遅れネット |                 |
| 山形県         | 山形放送         | 火曜 16:00 - 16:28            | 日本テレビ系列     |                | 遅れネット |                 |
| 福島県         | 福島中央テレビ   | 月曜 16:00 - 16:28            | 日本テレビ系列     |                | 遅れネット |                 |
| 新潟県         | テレビ新潟       | 月曜 16:29 - 16:58            | 日本テレビ系列     |                | 遅れネット |                 |
| 石川県         | テレビ金沢       | 月曜 16:00 - 16:28            | 日本テレビ系列     | [ 36 ]         | 遅れネット |                 |
| 長野県         | テレビ信州       | 金曜 16:02 - 16:30            | 日本テレビ系列     |                | 遅れネット |                 |
| 静岡県         | テレビ静岡       | 金曜 17:25 - 17:55            | フジテレビ系列     |                | 遅れネット |                 |
| 広島県         | 中国放送         | 土曜 17:00 - 17:30            | TBS系列            |                | 遅れネット |                 |
| 愛媛県         | 愛媛朝日テレビ   | 土曜 7:15 - 7:45              | テレビ朝日系列     |                | 遅れネット |                 |
| 長崎県         | テレビ長崎       | 月曜 15:30 - 15:58            | フジテレビ系列     |                | 遅れネット |                 |
| 熊本県         | テレビ熊本       | 木曜 16:25 - 16:55            | フジテレビ系列     |                | 遅れネット |                 |
| 鹿児島県       | 鹿児島讀賣テレビ | 水曜 16:58 - 17:28            | 日本テレビ系列     |                | 遅れネット |                 |
| 沖縄県         | 沖縄テレビ       | 水曜 15:55 - 16:25            | フジテレビ系列     |                | 遅れネット |                 |

## 映像ソフト
- VHS
全13巻。各2話収録。特典として登場キャラクターを駒にした紙相撲「メタルス大相撲」が付属する。
- DVD
  - ビーストウォーズメタルス 超生命体トランスフォーマー DVD-BOX
  - BOX1 2000年3月24日発売。第1話 - 第13話収録。
  - BOX2 2000年7月7日発売。第14話 - 第26話収録。
  - ビーストウォーズメタルス 超生命体トランスフォーマー DVD SET

2012年11月21日発売[37]。『トランスフォーマー』の廉価版DVD-SETシリーズの1つで、内容は上記DVD-BOXと同じ。

## 劇場版
配給は東映。劇場版として制作されたものではなく、北米でテレビシリーズの一本として放送されたものを、アニメの放送に先駆けて先行公開した。それに合わせ、オープニングテーマをバックに「なぜコンボイたちがメタルスになったか」について簡単な説明が入れられている。
日本でのテレビシリーズが放送された際、この2話は放送されず、代わりに編集版「リミックス」が放送され、第1作は「お年玉・ビーストウォーズスペシャル」と呼ばれる正月特別番組枠で放送。権利問題でDVD-BOXには未収録となっている。東映のオープニングのいわゆる「荒磯に波」にもアドリブが入った。

### CG版ビーストウォーズメタルス
1998年12月19日、『映画版 ビーストウォーズスペシャル 超生命体トランスフォーマー』内で上映された。ランページ初登場のエピソードである北米版第2シーズン第8話（通算第34話）「Bad Spark」をベースにしている。また、本編と比べると新キャラクター勢の性格や口癖が若干異なる。なお、当初はコンボイがメタルス化するまでの過程（本編第1話〜第3話のダイジェスト）を上映する予定だったが都合により叶わなかった。そのため、メタルスになる過程などはオープニングのみで語られている。
予告ナレーションはコンボイ役の子安武人とラットル役の山口勝平が担当。
スタッフ
- 製作総指揮 - 高岩淡、佐藤博久、鈴木徹也
- 監督 - 岩浪美和
- 脚本 - グレッグ・ジョンソン
- 演出 - スティーブ・サックス、ジョナサン・グッドウィル
- 翻訳 - アンゼたかし
- 編集 - 永井広幸
- 整音 - 佐竹徹也
- 録音助手 - 堀田英二、宮澤次郎
- 効果 - 神保大介
- 音楽プロデューサー - 立花一、前山寛邦
- エクゼクティブプロデューサー - 山崎芳郎、宮川鑛一
- プロデューサー - 板垣耕三、沢玲子
- 制作 - イオン
- 製作 - ビーストウォーズ映画製作委員会、東映、タカラ、イオン、テレビ東京
- 配給 - 東映

主題歌
オープニングテーマ「始まりの唄」
作詞・作曲 - 勝誠二 / 編曲 - 京田誠一 / 歌 - 勝誠二、石動拳三
エンディングテーマ「果てしないこの宇宙 (SORA) へ」
作詞 - 石動拳三 / 作曲 - 勝誠二 / 編曲 - 京田誠一 / 歌 - 勝誠二、石動拳三

#### 映像ソフト化
いずれも発売元はパイオニアLDC。
- VHS
1999年6月11日発売。
- LD・DVD
  - ビーストウォーズ 超生命体トランスフォーマー スペシャル
1999年9月24日発売。『CG版ビーストウォーズ 激突!ビースト戦士』、『ビーストウォーズII 超生命体トランスフォーマー ライオコンボイ危機一髪!』と同時収録。

### ビーストウォーズメタルス コンボイ大変身!
1999年7月31日上映（同時上映は『小さな巨人ミクロマン 大激戦! ミクロマンVS最強ゴルゴン』『スーパードール★リカちゃん リカちゃん絶体絶命!ドールナイツの奇跡』）。北米版第3シーズン第4話（通算第43話）「Cutting Edge」をベースにしていて、メタルスになった説明に加え、コンボイがパワードコンボイになった過程も説明されており、北米版第3シーズン第1話（通算第40話）「Optimal Situation（日本版：大きくな〜れ）」が編集されて使われている。また、ブラックウィドーは「わけあってサイバトロンにいる」とされ、初代コンボイの名は伏せられ「サイバトロンの伝説の勇者」となっている。このほか、次のエピソード（メタルスダイノボット）に繋がる伏線のシーンもカットされている。
なお、タイトルの割には、コンボイの活躍するシーンは前半のパワードコンボイ（映画公開時は日本版名が決定しておらず『メタルス新コンボイ』の名称が使われた）初登場のエピソードがほとんどで、本編ではタランスの新兵器にやられたり、音痴な歌（前作の主題歌「WAR WAR! STOP IT」）を披露したりとコメディ的な出番が多い。
予告ナレーションは、前作に引き続きコンボイ役の子安武人とラットル役の山口勝平が担当。
スタッフ
- 監督 - 岩浪美和
- 脚本 - イアン・ウェア
- 演出 - トレントン・カールソン
- 翻訳 - アンゼたかし
- 翻訳監修 - 石川裕人
- 編集 - 谷田秀幸、永井広幸
- 録音 - 堀田英二
- 効果 - 神保大介
- 音楽プロデューサー - 前山寛邦
- エクゼクティブプロデューサー - 山崎芳郎
- プロデューサー - 板垣耕三、阿久津幸宏、沢玲子
- 制作 - イオン
- 製作 - BMS映画製作委員会、東映、タカラ、イオン
- 配給 - 東映

主題歌
オープニングテーマ「あの夢の彼方へ」
作詞・作曲・編曲・歌 - COA
エンディングテーマ「WA! WA! ワンダーランド」
作詞  - 斉藤謙策 / 作曲・編曲 - 藤沢秀樹  / 歌 - COA（コーラス：森の木児童合唱団）
この曲をバックに「ビースト新戦士イラストコンテスト」の優秀作が発表されていた。

#### 映像ソフト化
- VHS
2000年4月25日発売。

## 漫画版
『コミックボンボン』にて1999年11月号から2000年4月号まで連載。作者は今木商事。全6話。出版不況のため、単行本化されなかったが、2014年に『ヒーローX』から電子書籍で発売されることが決定し、その翌年の2015年から発売開始した。また復刊ドットコムより書籍版が2016年7月16日に発売された。
アニメ本編がシリアスな展開ながらもアドリブによるコミカルさを交えていたのに対し、漫画版はシリアス重視の展開となり、サイバトロンとデストロン、両軍共に全員が揃うことはなかった。第三勢力であるエイリアンの存在にも一切触れられず、アニメ以上にサイバトロンとデストロンの戦いに焦点が置かれた。また、前作『ビーストウォーズ』は漫画化されておらず、繋がりがない。

## 玩具
登場レギュラーキャラクターは仕様をアニメ版に近付けた改修が行われ1999年9月より日本公式発売、12月よりパワードコンボイ以下トランスメタルス2が発売された。また劇場公開時にも海外版が劇場で販売されたり、イトーヨーカドー・トイザらスやキャンペーンなどでシルバーボルト、ランページなども手に入れられた。
パッケージでは各キャラクターの名前の左上に小さく「メタルス」と表記されている。キャラクターカードでは同じサイズで「メタルス◯◯」と表記されている上、英語表記は「METALS」を省略されたキャラクター名だけが表記されている。海外版で体に描かれた各キャラの名前は国内版では「CYBETRON」「DESTRON」に変えられている。

### サイバトロン
- C-40 メタルスコンボイ（サイズ：Mega）（1999年9月発売）

初回限定で「先取りひみつビデオ」付属
- C-41 シルバーボルト（サイズ：Deluxe）（1999年9月発売）
- C-42 メタルスチータス（サイズ：Deluxe）（1999年9月発売）
- C-43 メタルスラットル（サイズ：Deluxe）（1999年9月発売）
- C-44 メタルスライノックス（サイズ：Deluxe）（1999年9月発売）
- C-45 メタルスエアラザー（サイズ：Deluxe）（1999年9月発売）
- C-46 メタルスデプスチャージ（サイズ：Ultra）（1999年10月発売）
- C-47 メタルスパワードコンボイ（サイズ：Super）（1999年12月発売）
- C-48 メタルスブラックウィドー（サイズ：Mega）（1999年12月発売）
- C-49 メタルスチータス2（サイズ：Deluxe）（1999年12月発売）
- C-50 メタルスタイガーファルコン（サイズ：Ultra）（1999年12月発売）
- ラムラス（サイズ：Deluxe）

東映アニメフェア'99公開時に劇場売店にて限定発売。
- プロール（サイズ：Deluxe）

海外版パッケージにシールを添付し、トイザらス限定発売。日本未発売のブラックカラー版も存在する。
- ジョーブレーカー（サイズ：Deluxe）

海外版パッケージにシールを添付し、トイザらス限定発売。
- オプティマスマイナー（サイズ：Basic）

キャンペーンプレゼントとして頒布後、海外版パッケージにシールを添付し、トイザらス限定発売。
- ソナー（サイズ：Basic）

東映アニメフェア'99公開時に劇場売店にて限定発売。

### デストロン
「D-49」「D-50」は欠番となっている。
- D-40 メタルスメガトロン（サイズ：Mega）（1999年9月発売）
- D-41 メタルスランページ（サイズ：Ultra）（1999年9月発売）
- D-42 メタルスワスピーター（サイズ：Deluxe）（1999年9月発売）
- D-43 メタルステラザウラー（サイズ：Deluxe）（1999年9月発売）
- D-44 メタルスタランス（サイズ：Deluxe）（1999年9月発売）
- D-45 クイックストライク（サイズ：Basic）（1999年9月発売）
- D-46 メタルスインフェルノ（サイズ：Mega）（1999年10月発売）
- D-47 メタルスドラゴンメガトロン（サイズ：Ultra）（1999年12月発売）
- D-48 メタルスダイノボット（サイズ：Deluxe）（1999年12月発売）
- X-9 メタルスジャガー（サイズ：Deluxe）（1999年10月発売）
- スカージ（サイズ：Deluxe）

海外版パッケージにシールを添付し、トイザらス限定発売。
- イグアナス（サイズ：Deluxe）

海外版パッケージにシールを添付し、トイザらス限定発売。
- スクリーム（サイズ：Basic）

東映アニメフェア'99公開時に劇場売店にて限定発売。

### 対決セット
対決セットの組み合わせは必ずどちらかがアニメに登場するキャラになっているため、サイズ、価格帯、登場時期、カテゴリーの違う（フューザーズ同士の対決セットではなく、メタルスvsフューザーズとなっている）キャラ同士の組み合わせも存在する。
- VS-40 宿命の対決 メタルスコンボイVSメタルスメガトロン（1999年9月発売）

メタルスコンボイとメタルスメガトロンのセット。初回限定で「先取りひみつビデオ」が付属。
- VS-41 勇猛の対決 シルバーボルトVSメタルスランページ（1999年9月発売）

シルバーボルトとメタルスランページのセット。
- VS-42 疾風の対決 メタルスチータスVSメタルスワスピーター（1999年9月発売）

メタルスチータスとメタルスワスピーターのセット。
- VS-43 閃光の対決 メタルスラットルVSメタルステラザウラー（1999年9月発売）

メタルスラットルとメタルステラザウラーのセット。
- VS-44 剛力の対決 メタルスライノックスVSメタルスタランス（1999年9月発売）

メタルスライノックスとメタルスタランスのセット。
- VS-45 陽炎の対決 メタルスエアラザーVSクイックストライク（1999年9月発売）

メタルスエアラザーとクイックストライクのセット。
- VS-46 海底の対決 メタルスデプスチャージVSメタルスインフェルノ（1999年10月発売）

メタルスデプスチャージとメタルスインフェルノのセット。

## ゲーム
いずれもタカラ（現：タカラトミー）から発売。
トランスフォーマー ビーストウォーズメタルス64
1999年10月1日発売。NINTENDO 64用ソフト。玩具のみのメタルスエアラザー、メタルスワスピーター、メタルステラザウラーが登場し、隠しキャラクターでメタルスメガトロンのパワーアップ版のメガトロンXが登場する。北米版ではタイガトロン、メタルスブラックウィドー、ジャガー、無印のスタースクリームが登場。
トランスフォーマー ビーストウォーズメタルス 激突!ガンガンバトル
1999年12月9日発売。PlayStation用ソフト。メタルスライノックス、メタルスワスピーター、メタルスブラックウィドーが登場する。アメリカ版ではタイガトロン、ウィンドレーザー、ジャガーが登場。